# Mariä Himmelfahrt (St. Märgen)

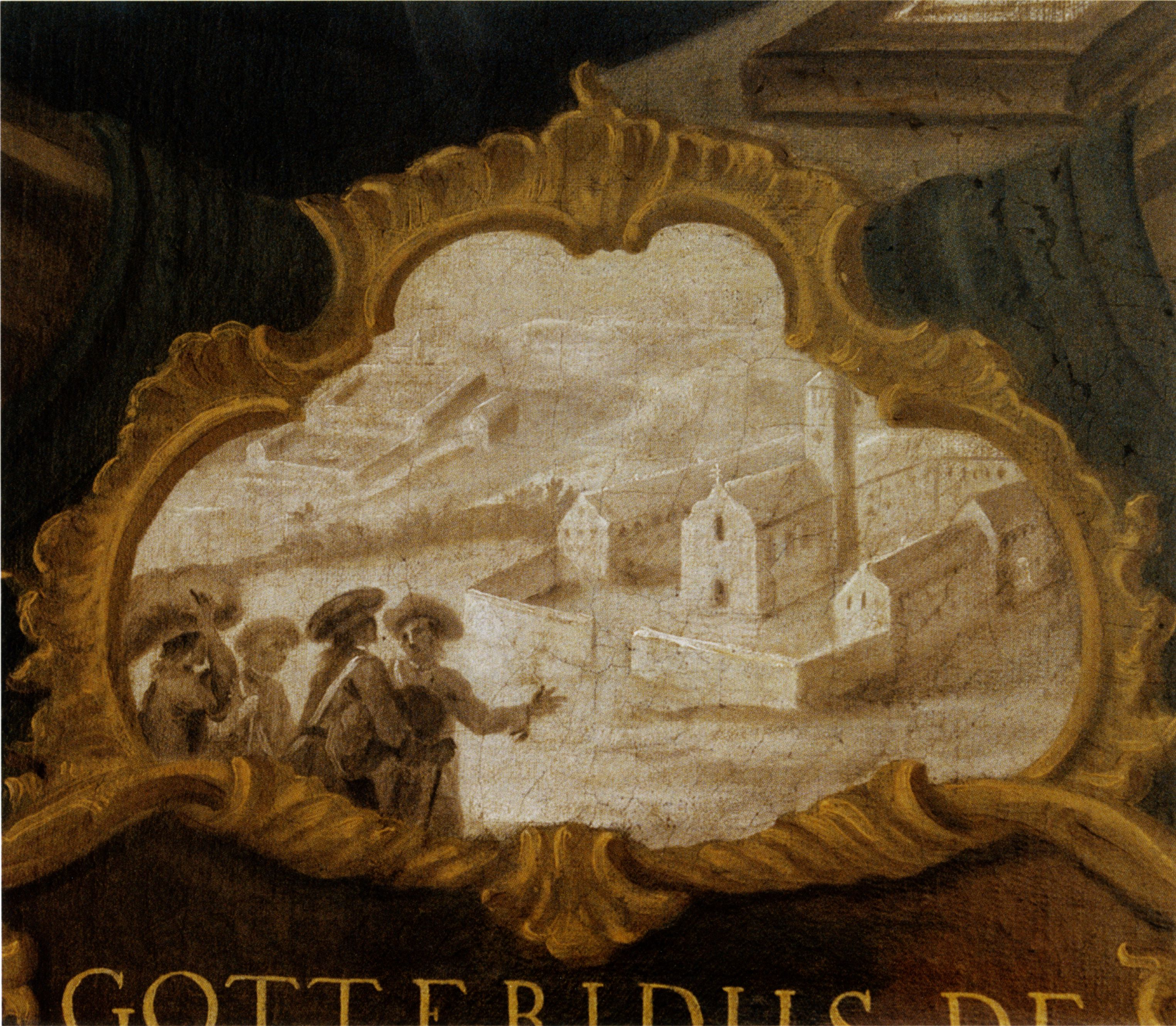
Kloster um 1322 mit zurückkehrenden Mönchen. Gemälde von Franz Ludwig Hermann um 1752

Mariä Himmelfahrt ist die Pfarr- und Wallfahrtskirche von St. Märgen im Schwarzwald. Sie gehört mit der Pfarrei St. Peter (Hochschwarzwald) zur Seelsorgeeinheit St. Märgen-St. Peter des Erzbistums Freiburg. Bis zur Säkularisation 1806 war sie die Kirche des Augustiner-Chorherrenstifts St. Märgen. Ab 1715 im Barockstil erbaut, wurde sie nach einem Brand 1907 im Stil des Neobarocks wiederhergestellt.
Mariä Himmelfahrt ist besonders berühmt durch die Rokoko-Schnitzwerke Matthias Fallers. Sie wurden 1907 gerettet, sind aber von 1995 bis 2002 durch Kopien ersetzt. St. Märgen spielte auch in Fallers außerberuflicher Biographie eine bedeutende Rolle. Er hat dreimal in St. Märgen gewohnt, von 1735 bis 1737 und von 1741 bis 1743 im Kloster, von 1771 bis 1791 im benachbarten „Neuen Haus“, dem heutigen Gasthaus „Krone“.

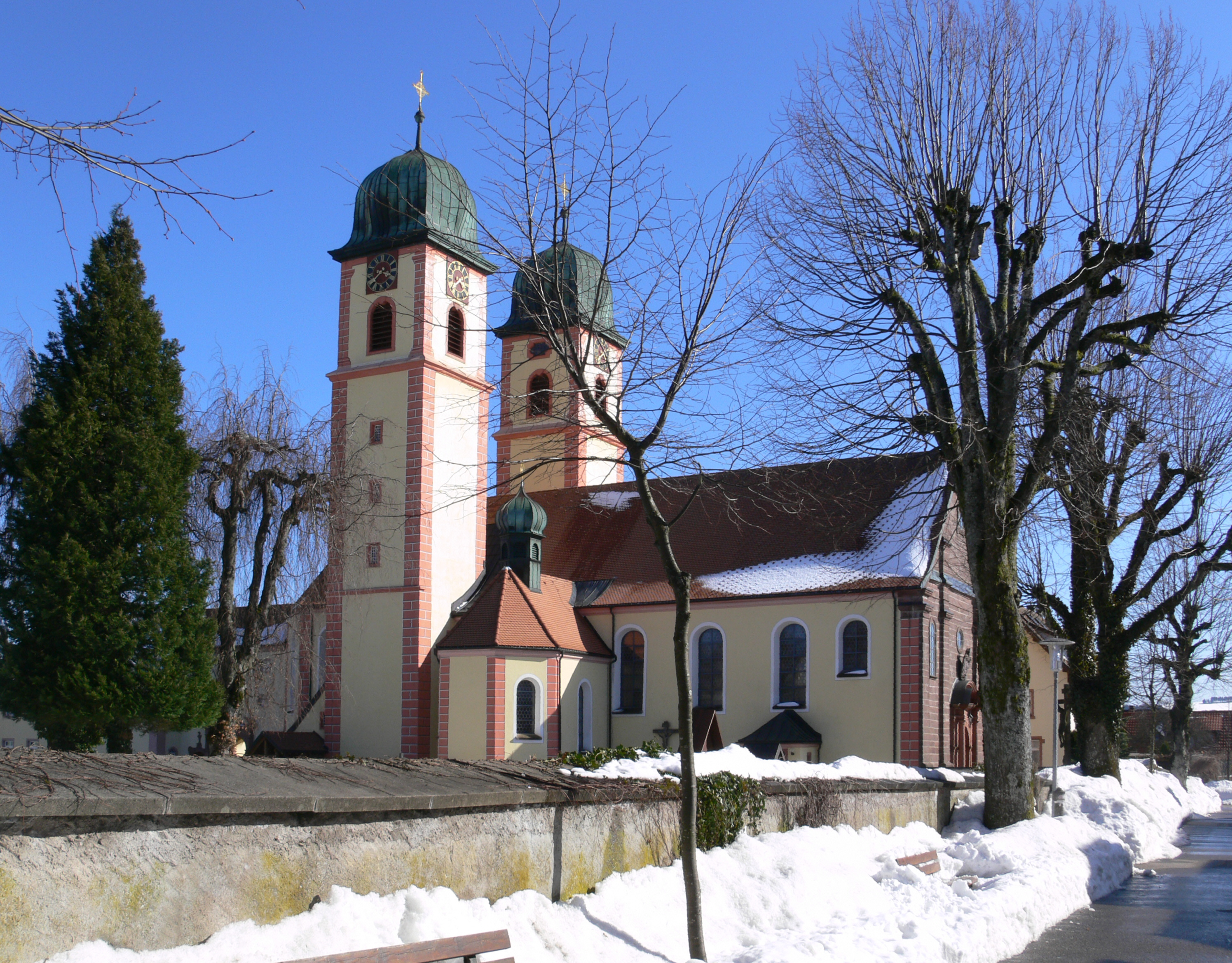
Kirche von Nordwest mit der Marienkapelle

Die Geschichte und Ausstattung der Kirche haben insbesondere der katholische Priester und Kunsthistoriker Manfred Hermann, die Lehrerin und Historikerin Elisabeth Irtenkauf (* 1931 in Rottweil) und der St. Märgener Mesner und Heimatforscher Klaus Hog (* 1966 in Freiburg im Breisgau) erforscht.

## Geschichte
Das Stift wurde um 1118 von dem Straßburger Domherrn Bruno von Haigerloch-Wiesneck gegründet. Die ersten Patres kamen aus Toul in Lothringen und brachten nach der Überlieferung das Gnadenbild mit, eine Marienskulptur, um die sich eine Wallfahrt entwickelte. Das Kloster gedieh, solange die Grafen von Haigerloch-Wiesneck und die ihnen verwandten Hohenberger Vögte waren. Ab 1293 folgten aber andere Vögte, so aus dem Freiburger Patriziergeschlecht der Schnewlin. Mit ihnen kam es zu endlosen Streitigkeiten. Um 1322 verließen die Konventualen ihr Kloster sogar und konnten erst nach zwei Jahren zurückkehren. Dabei half ihnen der Abt des benachbarten Benediktinerklosters St. Peter auf dem Schwarzwald Gottfried von Lötschibach. 1370 schloss sich der St. Märgener Konvent mit dem 1302 gegründeten Augustiner-Chorherrenstifts Allerheiligen in Freiburg zusammen, so dass der Abt von St. Märgen zugleich Propst von Allerheiligen wurde.

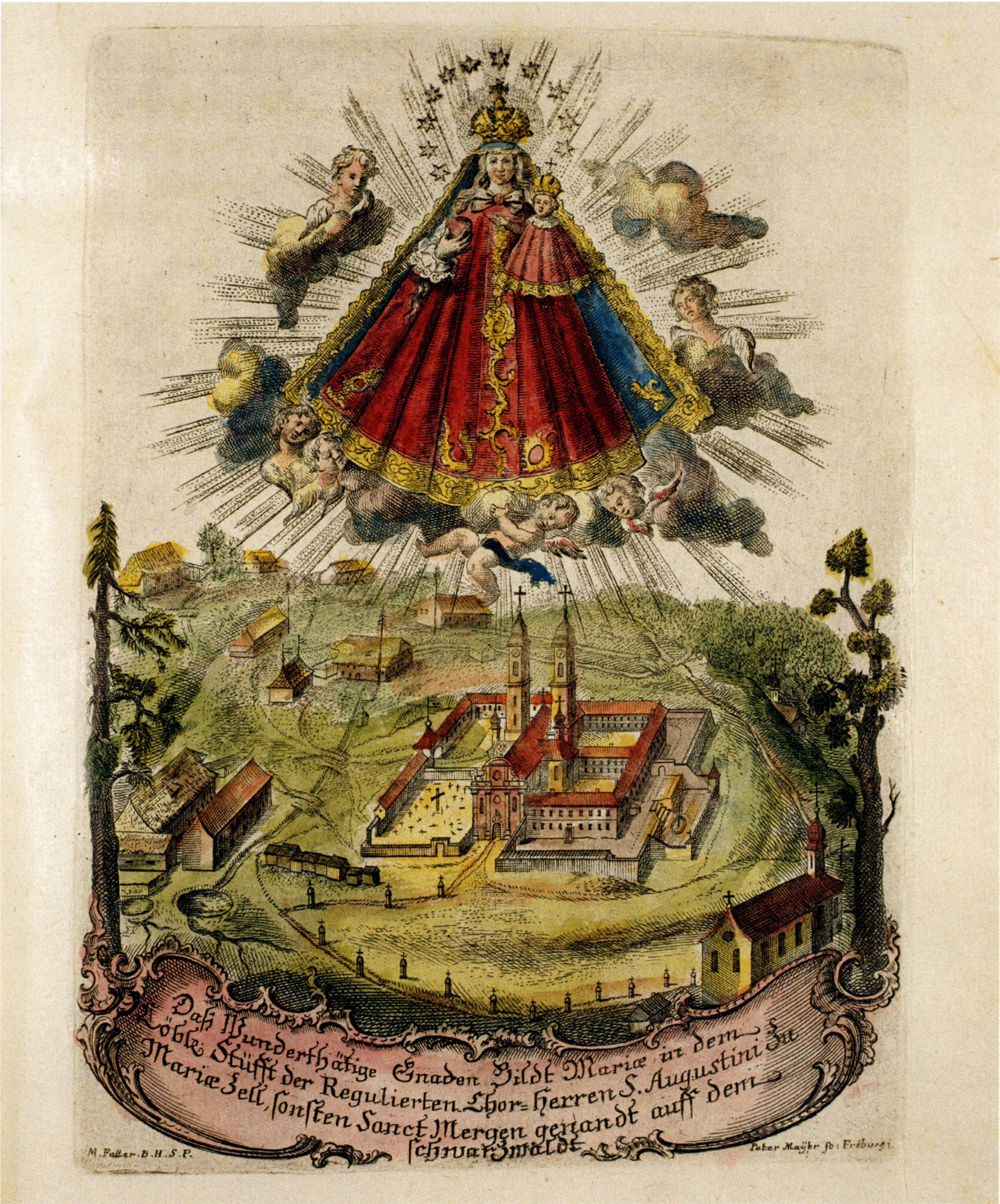
Wallfahrtsbild um 1760. Im Vordergrund Ohmenkapelle, links jenseits des Grabens der Meierhof, davor das „Neue Haus“, heute Gasthof „Krone“.

Fünf Brandkatastrophen haben Kirche und Kloster im Lauf der Jahrhunderte heimgesucht, die erste um 1284. Stets wurde wiederaufgebaut. Nach dem zweiten Brand, 1430, verkaufte der Konvent seinen gesamten Besitz auf dem Schwarzwald an die Stadt Freiburg, die auch die Vogtei übernahm, und übersiedelte in die Gebäude von Allerheiligen. Für Jahrzehnte wurde in St. Märgen nur unregelmäßig die heilige Messe gefeiert. Zwar wurde 1493 die Kirche wiederhergestellt, doch folgte 1560 „wegen Sorglosigkeit und Unachtsamkeit des Pfarrhaus-Gesindes“ der dritte Brand, ab 1583 der dritte Wiederaufbau. Als Freiburg ab 1678 auf Befehl Ludwigs XIV. zur französischen Festung ausgebaut wurde, machte man Allerheiligen dem Erdboden gleich. Die Lage schien aussichtslos, doch gelang tatkräftigen Pröpsten wie Dominik Simonis (Propst von 1699 bis 1713) aus Freiburg und Andreas Dilger aus Bermatingen (Propst, später Abt von 1713 bis 1736) die Rettung. In Freiburg wurde das Stift Allerheiligen an anderer Stelle – dem heutigen Standort des Erzbischöflichen Ordinariats – neu errichtet, und als 1704 St. Märgen zum vierten Mal verbrannt war, unternahm Abt Dilger einen vollständigen Neubau, die im Wesentlichen bis heute erhaltene Anlage.
Baumeister war Johann Mathis aus Mittelberg (Vorarlberg). Ende 1715 oder Anfang 1716 begannen die Arbeiten. Zuerst wurde der Chor in Angriff genommen. Bereits Ende 1716 konnte dort die heilige Messe gelesen werden. 1719 war die ganze Kirche provisorisch fertig. Der Bau des restlichen Klosters zog sich von 1724 bis 1790 hin. Am 28. und 29. April 1725 wurde die Kirche geweiht. 1729 kehrte der Konvent aus dem Freiburger Exil auf den Schwarzwald zurück.
Das spätere 18. Jahrhundert mit den Äbten Peter Glunk (Abt von 1736 bis 1766) und Michael Fritz (Abt von 1766 bis 1797) wurde eine relativ glückliche Zeit für St. Märgen und Allerheiligen. 1806 aber wurden beide säkularisiert und fielen mit allem Besitz an das Großherzogtum Baden. Damit endete die eigentliche Klostergeschichte. Der letzte Abt, Josef Kurz (Abt von 1797 bis 1806), zog nach Freiburg, wo er 1763 starb. Die Patres betreuten zumeist die alten Klosterpfarreien, zum Beispiel St. Märgen selbst, St. Blasius in Wyhl und St. Blasius in Zähringen (Freiburg im Breisgau). In St. Märgen wurde der südöstliche Klosterflügel, „Prälatensüdflügel“, Pfarrhaus, ein Teil der Klosterbibliothek Pfarrbücherei. Aus Allerheiligen wurde die erste evangelische Pfarrkirche in Freiburg. Am 12. September 1907 entfachte ein Blitz den fünften Brand. Die Kirche brannte mit allen Altären aus, auch die anliegende Gebäude wurden zerstört. Die fünfte Wiederherstellung „im alten Stil“ folgte. Das Wallfahrtsbild und die Figuren Matthias Fallers waren gerettet worden.
Von 1995 bis 2011 betreuten Mönche des Paulinerordens die Pfarrei, seither ist das wieder die Aufgabe von Weltgeistlichen.

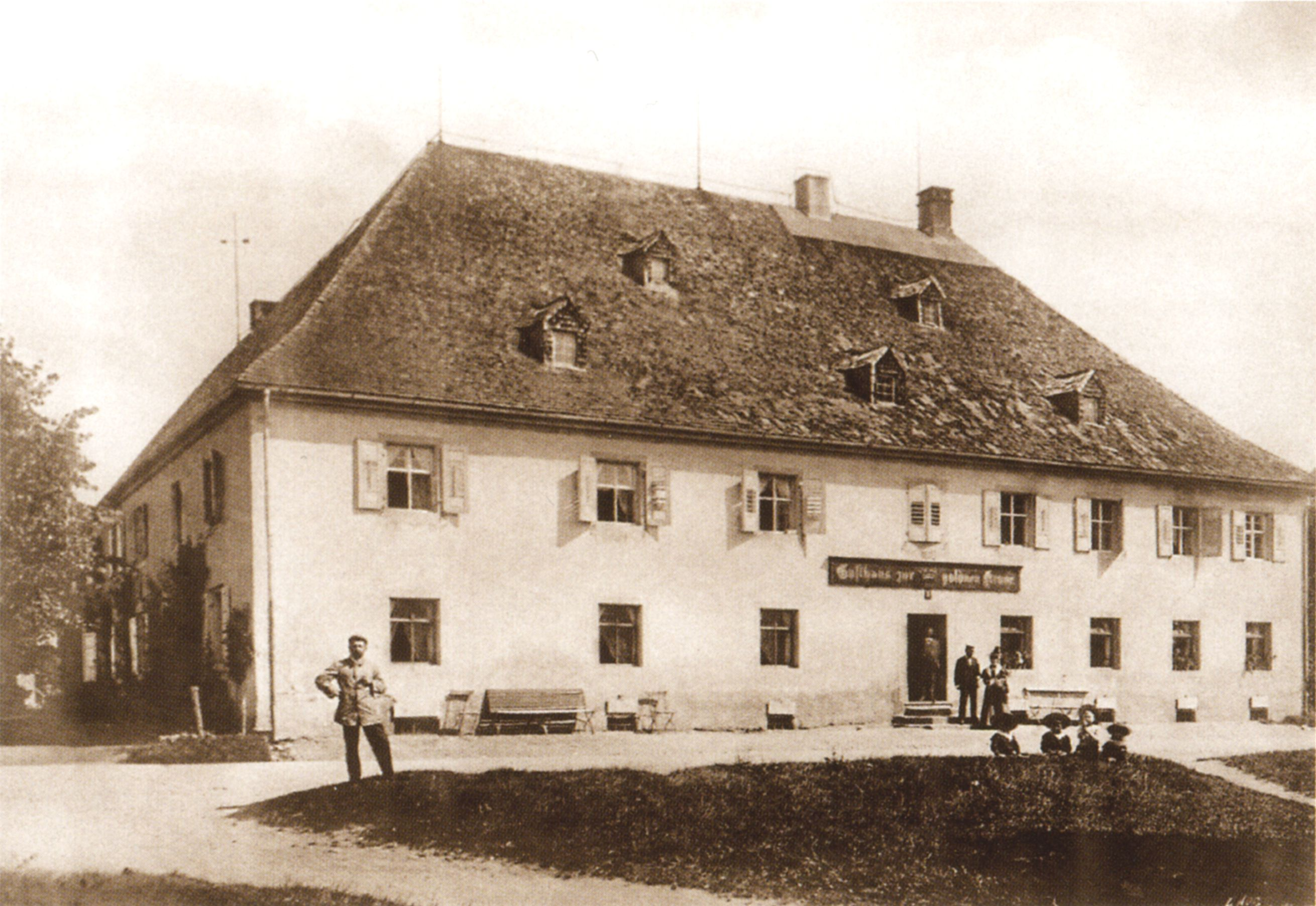
Das „Neue Haus“ um 1900

## Matthias Faller in St. Märgen
Faller hat von 1735 bis 1737 und von 1741 bis 1743 im Kloster, von 1771 bis zu seinem Tod im „Neuen Haus“ gewohnt und gearbeitet.

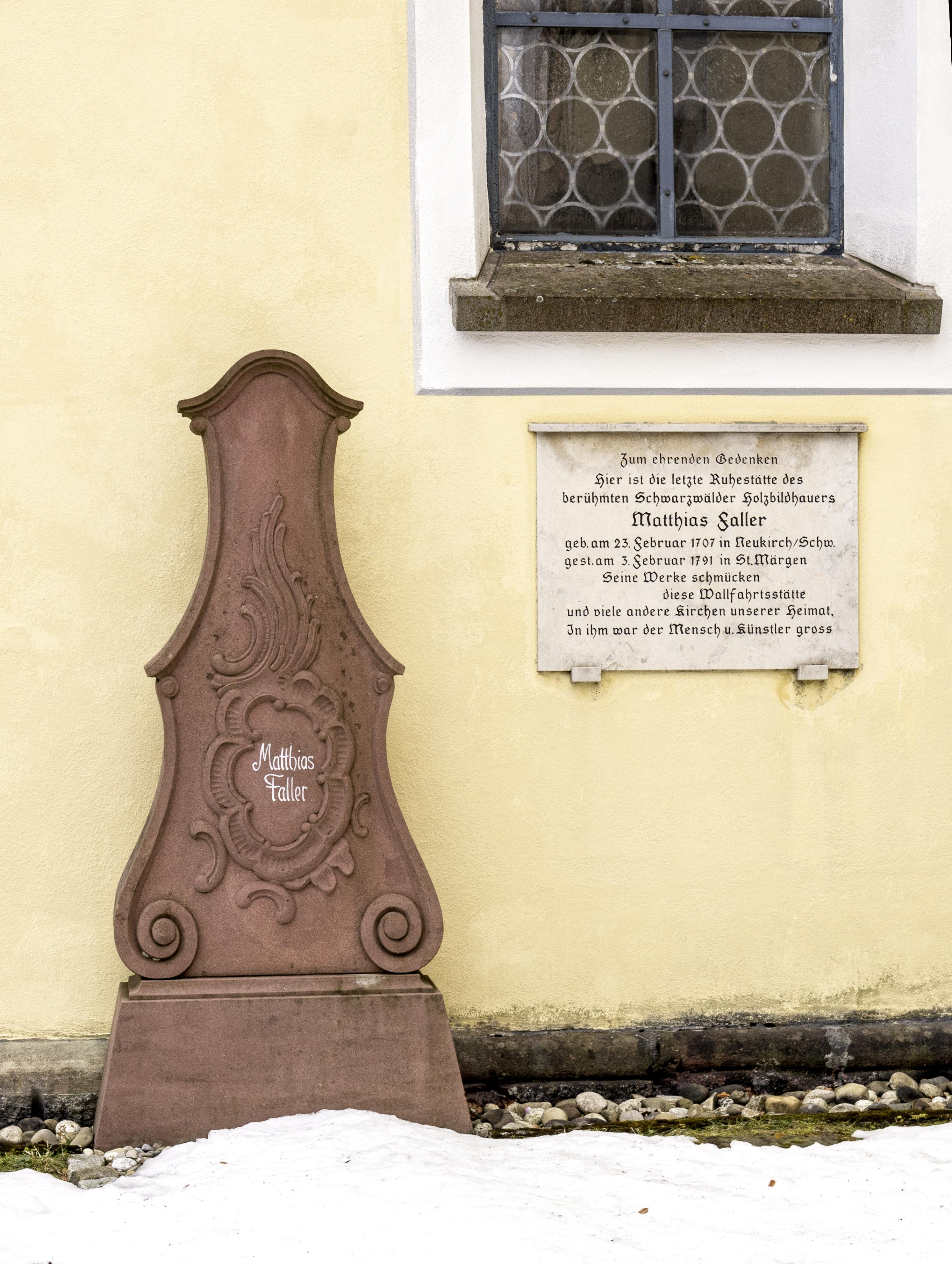
Grab an der Marienkapelle

Am 6. August 1735 vermerkt Abt Dilger in seinem Tagebuch: „In capitulo mecum fuerunt ‹…› duo Donati, nempe Mathias Dorer et Mathias Faller, sculptor egregius“ – „Im Kapitel waren mit mir ‹…› zwei Laienbrüder<-Anwärter>, nämlich Matthias Dorer und Matthias Faller, ein ausgezeichneter Bildhauer.“ Am 13. August: „Heit habe ich in der Capellen B.V. Mariae die Novizen ‹…-› in das Novitiat eingekleidet, ‹…› dem Faller den Namen Floridus gegeben.“ Faller, jetzt „Bruder Floridus“, gewann so ein weites Wirkungsfeld, der Abt einen erfahrenen Künstler, der als Ordensangehöriger unentgeltlich arbeitete. Zu seinen ersten Werken in St. Märgen gehören die Altarskulpturen der Marienkapelle (Gnadenkapelle) und der Josephskapelle sowie des Kreuzaltars, ferner der Altäre der Ohmenkapelle. Dilger hat die Aufstellung dieser Altäre nicht mehr erlebt. Wir Heutigen müssten ihm dankbar sein, schreiben Irtenkauf und Hog, weil er in seinem letzten Lebensjahr Faller aufgenommen und gefördert habe, ohne dessen Werk St. Märgen etwas sehr Wichtiges fehlen würde. Dilgers Nachfolger Glunk stellte zunächst aus Geldmangel alle Bauarbeiten ein. Als Folge davon, notiert Glunk am 29. April 1937, „hat Bruder Floridus, Noviz, seine Kleider abgeholt und also ex ordine dimittiert worden, weillen er sich zu anderen Arbeithen als Bildhauern nit hat wollen brauchen lassen.“ Faller wollte wohl seiner künstlerischen Berufung treu bleiben und kehrte auf den heimatlichen Oberfallengrundhof in Neukirch zurück.
Am 10. September 1741 aber berichtet Glunk nach einem Besuch in Freiburg: „Habe zugleich vor mich und den Cammerdiener Kleider aufgenohmen. Diesen Cammerdiener habe angenohmen, gibe ihme jährlich 50 Thaler. Weillen er ein guter Bildhauer, solle er vors Gottshaus beständig arbeithen und mir die kleine Aufwahrtung thun. Er kann täglich mit seiner Arbeith 1 fl verdienen, wann er vor andere etwas machet, und solle dieses Geldt mir zugestellt werden. Von 10 fl, so er frembd arbeithet, lasse ihme 1 fl, damit er bessere Lust habe.“ Fallers Name wird nicht genannt, aber er muss es gewesen sein, der jetzt zur Bildhauerei hinzu Kammerdiener des Abts war. Er schnitzte die Figuren der beiden Seitenaltäre und danach des Hochaltars. 1743 zog er wieder auf den Fallengrundhof. Für 1751 bis 1771 holte ihn Philipp Jakob Steyrer nach St. Peter.
1771 war Michael Fritz Abt. Er schreibt unter dem 25. Oktober: „Ist der Bildhauer von St. Peter Mathias Faller anhero gezogen in das neye Hauß. Er will doch hier sterben, nachdem er nicht in dem Kloster als Novizius hat bleiben wollen. Man hat solches zu St. Peter gar nicht gern gesehen. <…> Vielleicht ist es aber nicht sein Nuzen, dan die Arbeith in das Closter St. Peter verliehret er. Doch hat er anderswo Arbeith zu hoffen und schon zu leben.“ Das „neye Hauß“ ist das heutige Gasthaus „Krone“. Faller arbeitete auch in der dritten St. Märgener Zeit fruchtbar, für die Klosterkirche den Schrein des von Abt Fritz erworbenen Katakombenheiligen Constantius. Am 3. Februar 1791 ist er „an Entkräftung und Brand“ gestorben. Er wurde außen an der Marienkapelle begraben.

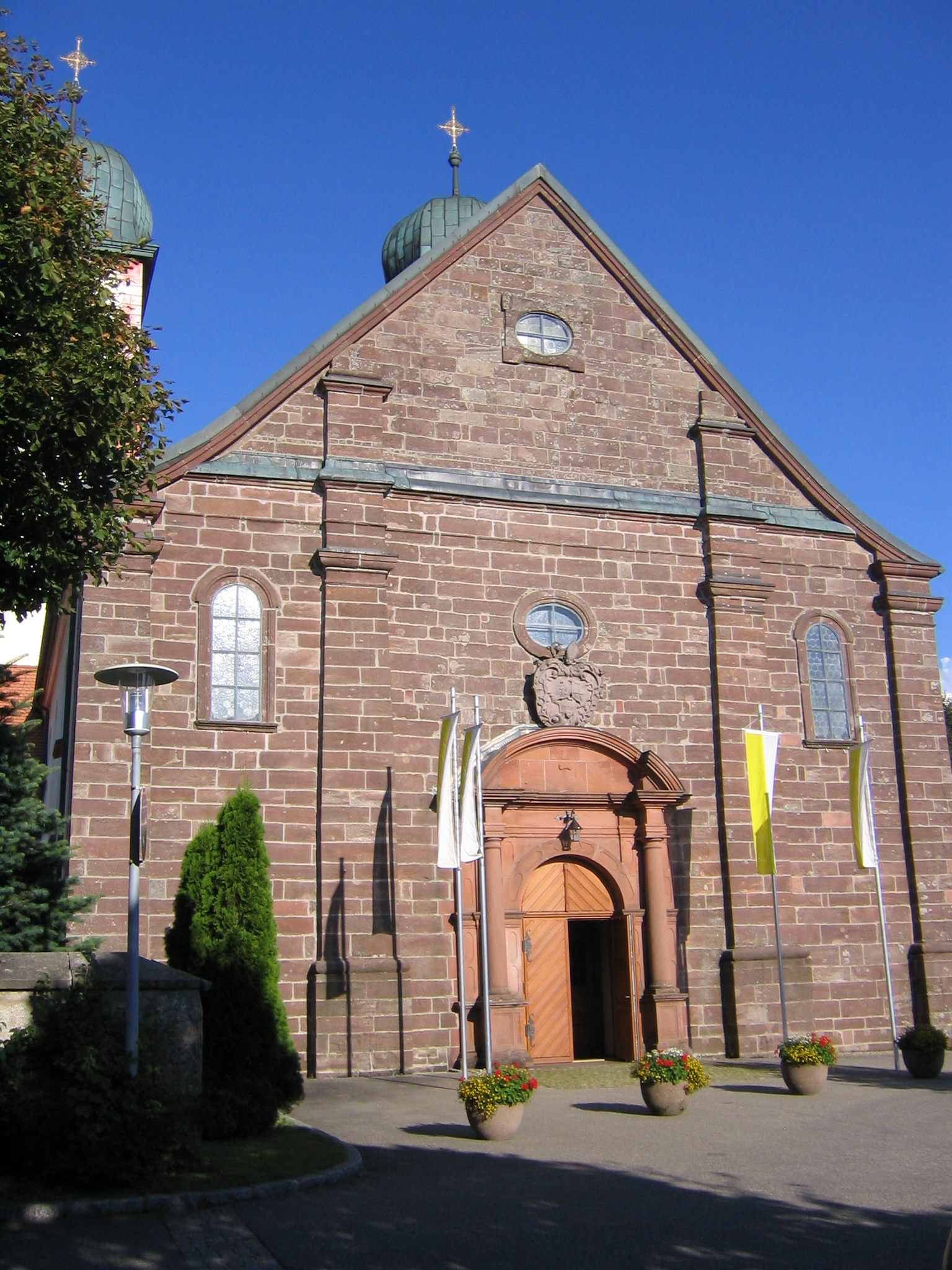
Westfassade

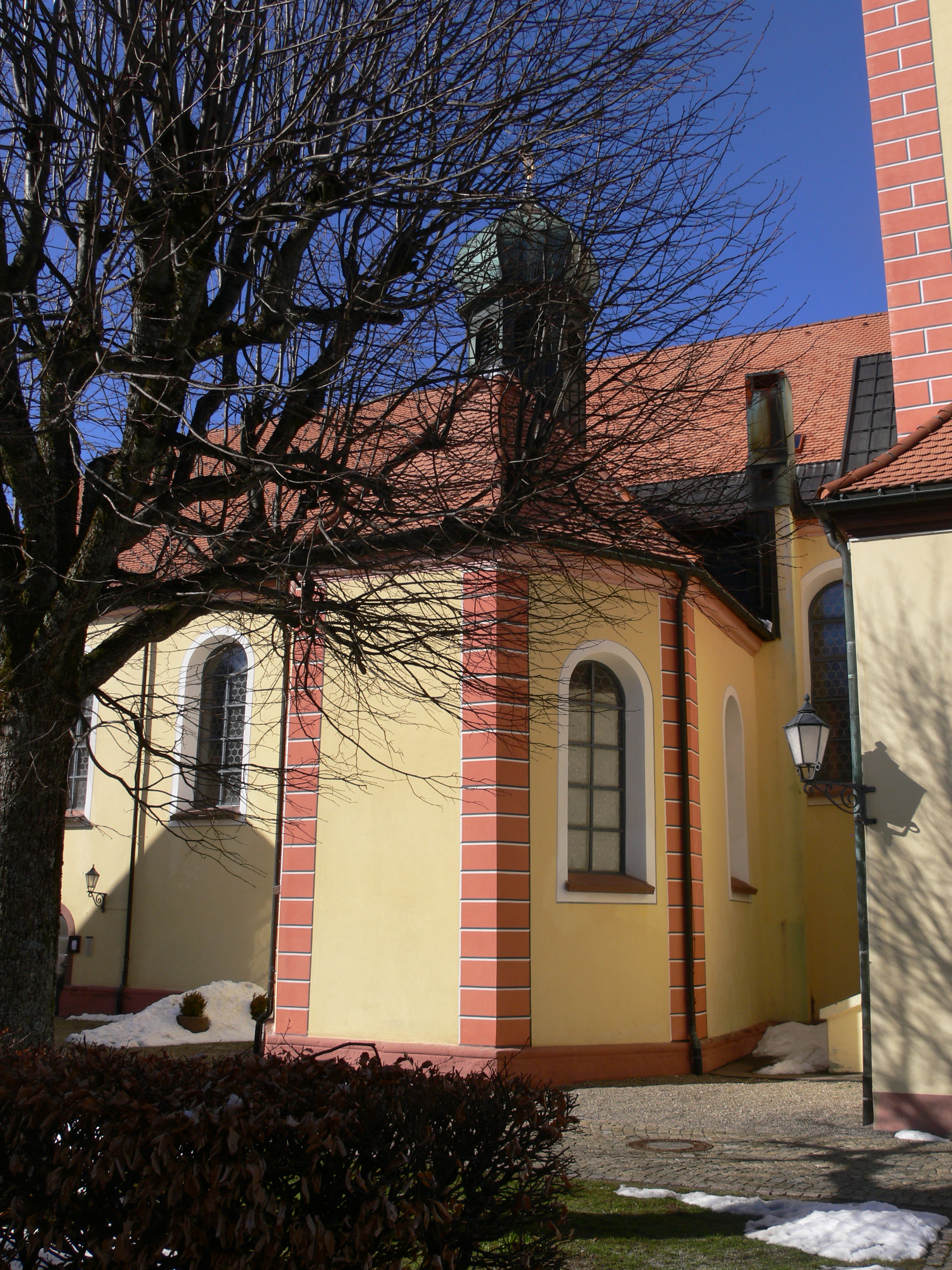
Josephskapelle

## Gebäude
Von den ersten vier Klostergenerationen ist oberirdisch so gut wie nichts erhalten. Im Klostermuseum werden ein gotischer Buntsandstein-Spitzbogen und ein gotisches Metallgitter aufbewahrt, vielleicht von der Wiederherstellung 1493. Ein monochrom-gelbbraunes Bild unter einem Porträt Abt Gottfrieds im Kloster St. Peter zeigt St. Märgen mit den um 1322 zurückkehrenden Mönchen. Diese Kloster-„Ansicht“ ist Phantasie, denn Franz Ludwig Herrmann hat das Bild 430 Jahre später, um 1752 gemalt. Immerhin folgte er vielleicht einer in St. Märgen lebenden Tradition, nach der das Kloster von 1322, um 1284 errichtet, eintürmig gewesen wäre und die Konventsbauten die Kirche hufeisenförmig und zweigeschossig umgeben hätten.
Dilger und Mathis und ihre Nachfolger als Abt und Baumeister bauten eine geschlossene barocke Anlage, die geostete Kirche mit zwei Türmen beidseits des Chors, anders als in St. Peter, wo die beiden Türme die Fassade flankieren. Zwei Binnenhöfen lagen südlich und südöstlich der Kirche, getrennt durch den „Sakristeiflügel“, der „Konventhof“ im Westen mit dem „Refektoriumsflügel“ und dem „Pfortenflügel“, der „Prälatenhof“ im Osten mit dem „Prälatensüdflügel“, dem „Prälatenostflügel“ und dem „Prälatennordflügel“. Noch einmal südlich lag der Klostergarten mit einem Springbrunnen, nördlich lagen der Friedhof und ein Wirtschaftshof mit Nebengebäuden wie einer Mühle. Die aus Hausteinen gemauerte Westfassade der Kirche krönte ein segmentbogiger Giebel mit überlebensgroßen Figuren von Jesus, Maria und Joseph.
Der Giebel wurde 1790 wegen Baufälligkeit entfernt. Durch die Säkularisation und den Brand von 1907 ist ein einziger Hof entstanden, der außer durch den alten Torbogen im „Prälatennordflügel“ nach Abbruch der an die Kirche stoßenden Teilen des „Pfortenflügels“ von Westen frei zugänglich ist.
So schließt die Buntsandsteinfassade heute mit einem dreieckigen Giebel. Sie ist durch Lisenen gegliedert. Ein von toskanischen Säulen flankiertes Portal mit einem Sims und Segmentbogen darüber führt ins Innere. Auf dem Segmentbogen sitzt ein dreiteiliges Wappen mit einer Madonna mit Kind für St. Märgen, gekreuzten Schlüsseln für Allerheiligen und sechs Lilien für Abt Dilger persönlich. Zwiebeln krönen die beiden Türme sowie die Dachreiter über der Marienkapelle (Gnadenkapelle) im Norden und der Josephskapelle im Süden. „Sehr eindrucksvoll beherrschen die neungeschossigen Türme zuseiten des Chore mit behäbigen, eleganten Hauben, wie auch das Äußere in Gelb gestrichen, die Hochfläche um St. Märgen. Senkrechte Lisenen und Gesime in Ochsenblutrot geben dazu einen fröhlichen Klang.“
Das Innere ist ein lichtdurchfluteter Saal mit rundbogigen Fenstern, flacher Decke über einer Hohlkehle und polygonalem Chor mit Stichkappen oberhalb der Fenster.

## Ausstattung
Die Stuckaturen der Hohlkehle im Schiff und der Stichkappen im Chor fertigten Ludwig Kubanek und Hans Weißburger (1876–1951) nach dem Brand von 1907 teils in Anlehnung an das Zerstörte, teils, vor allem in den Marienkapelle und an der Orgelempore, frei entwerfend. Aus der Erbauungszeit dagegen stammen, geschaffen von Franz Anton Vogel und nach 1907 nur leicht retouchiert, die Apostelreliefs an den Wänden und die Stuckaturen um die beiden Sakristeieingänge.

Inneres mit Deckenbildern
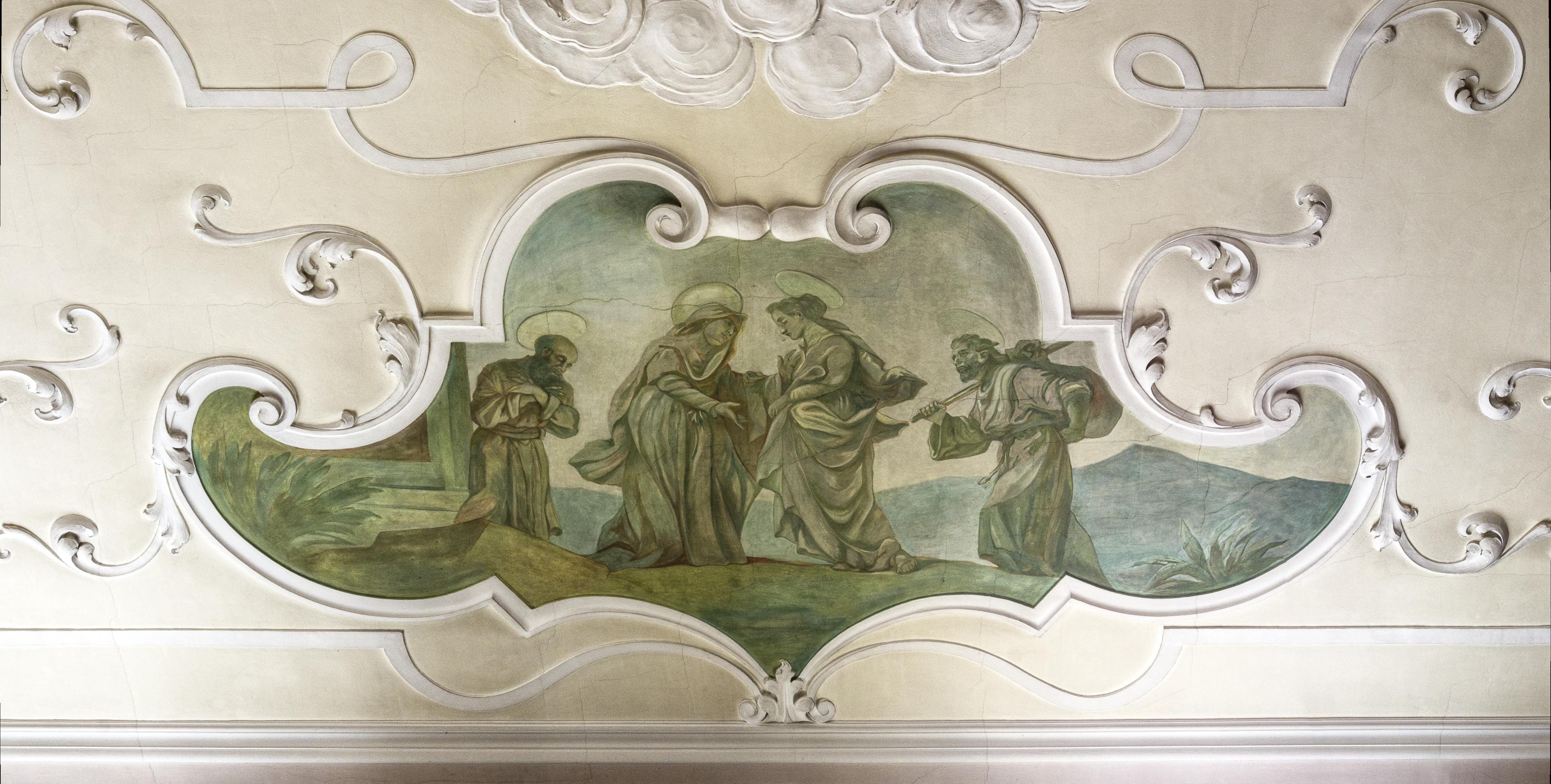
Mariä Heimsuchung
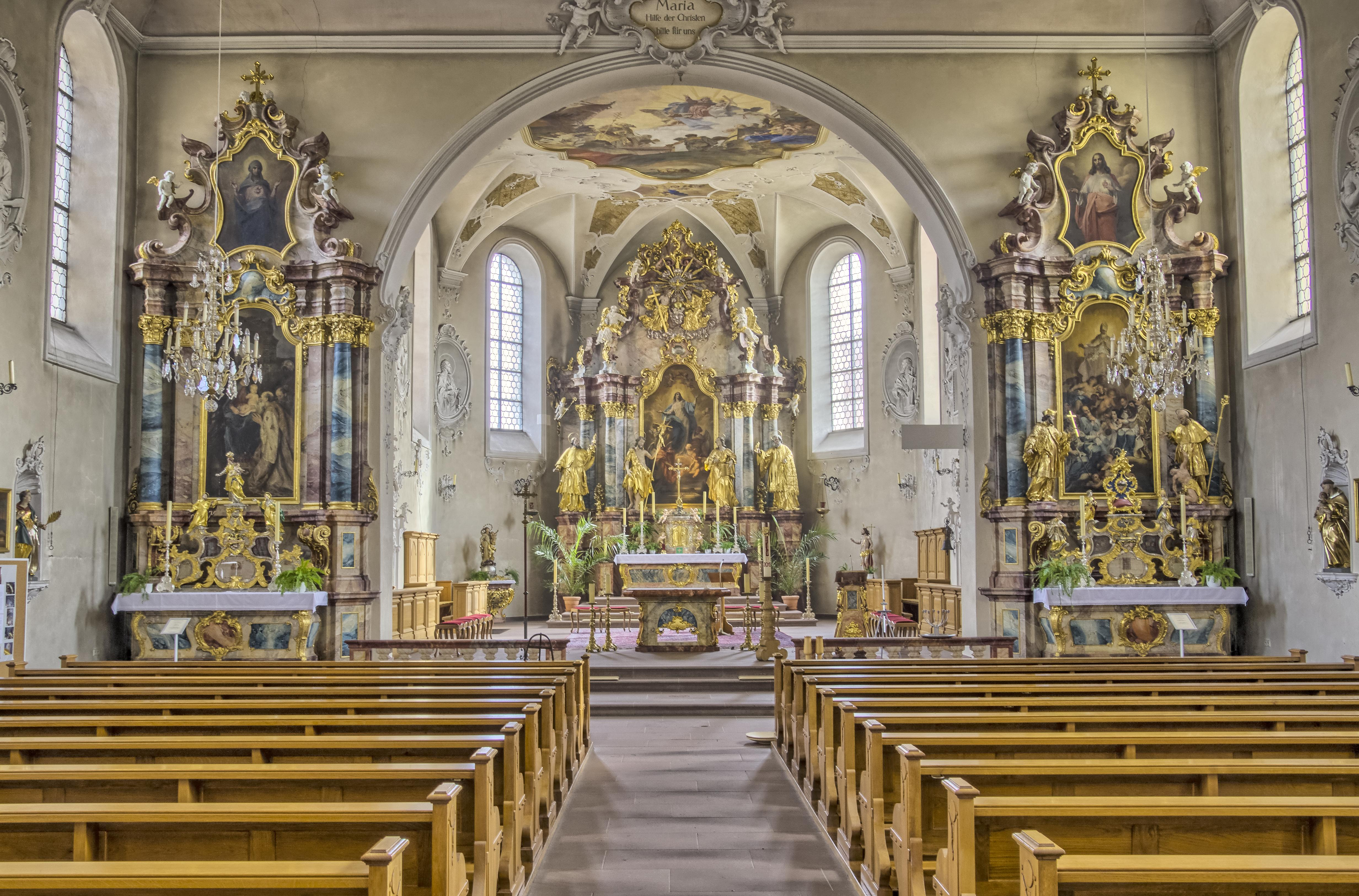
Blick Richtung Chor
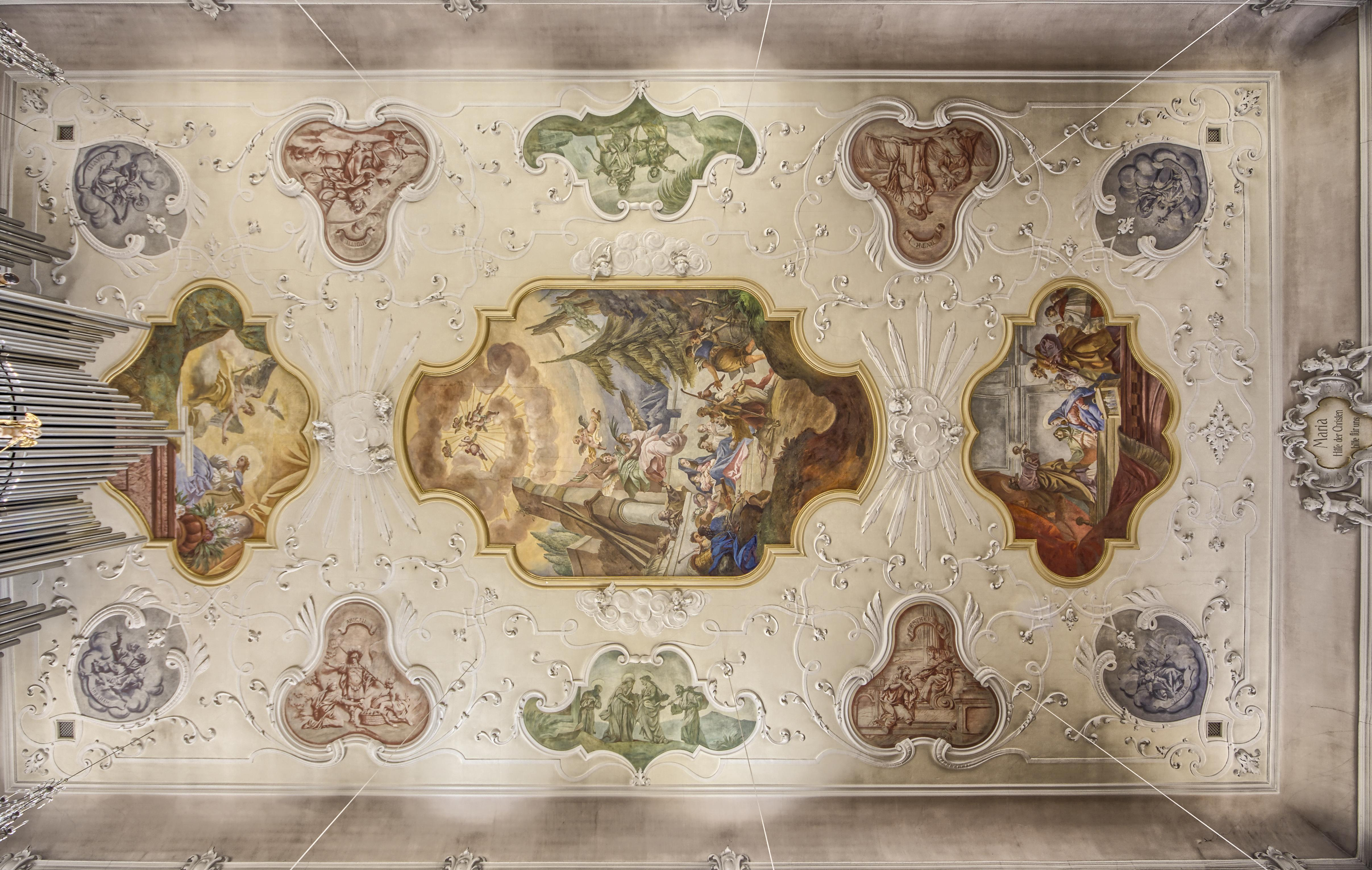
Decke des Schiffs
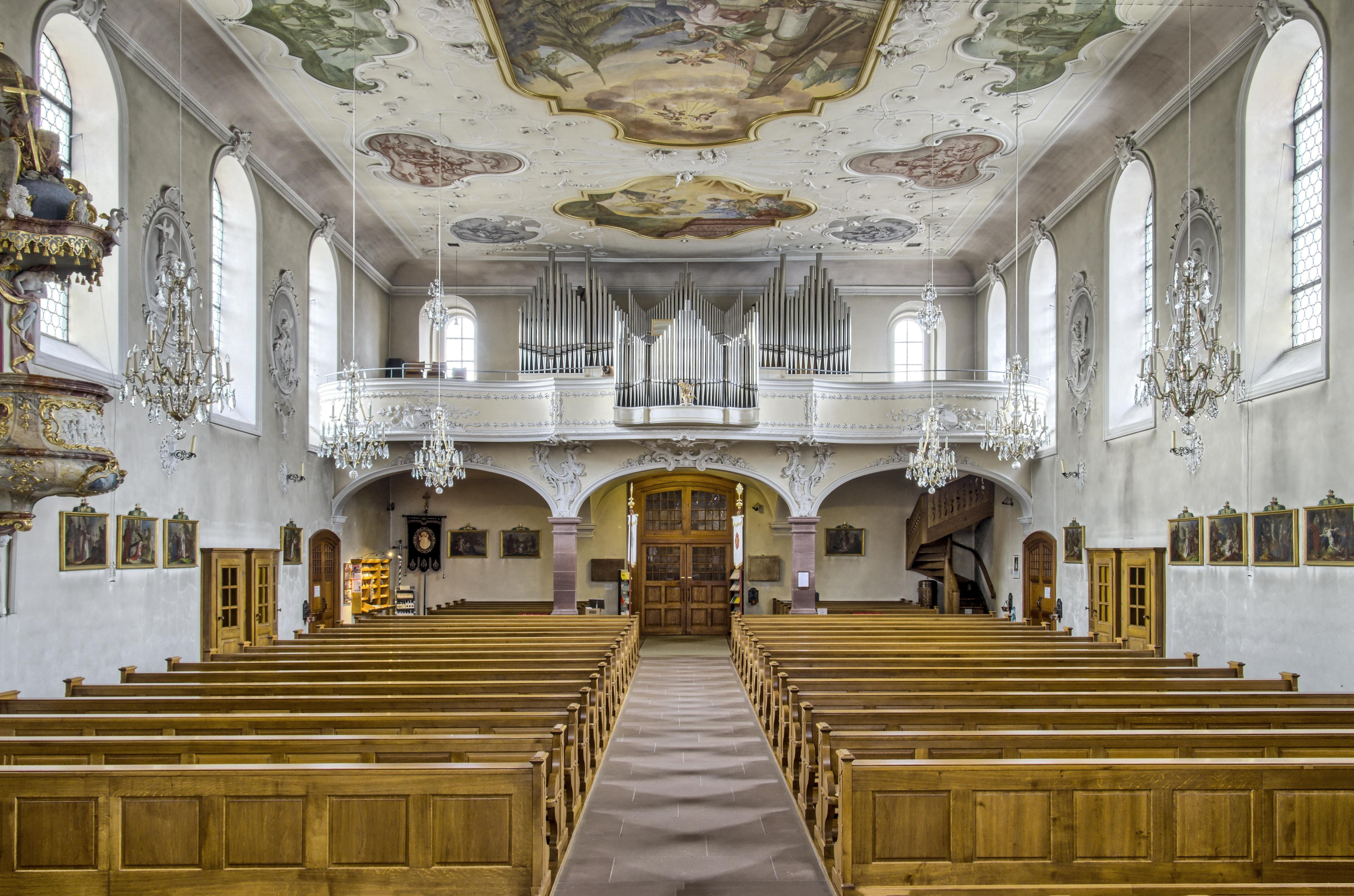
Blick Richtung Eingang
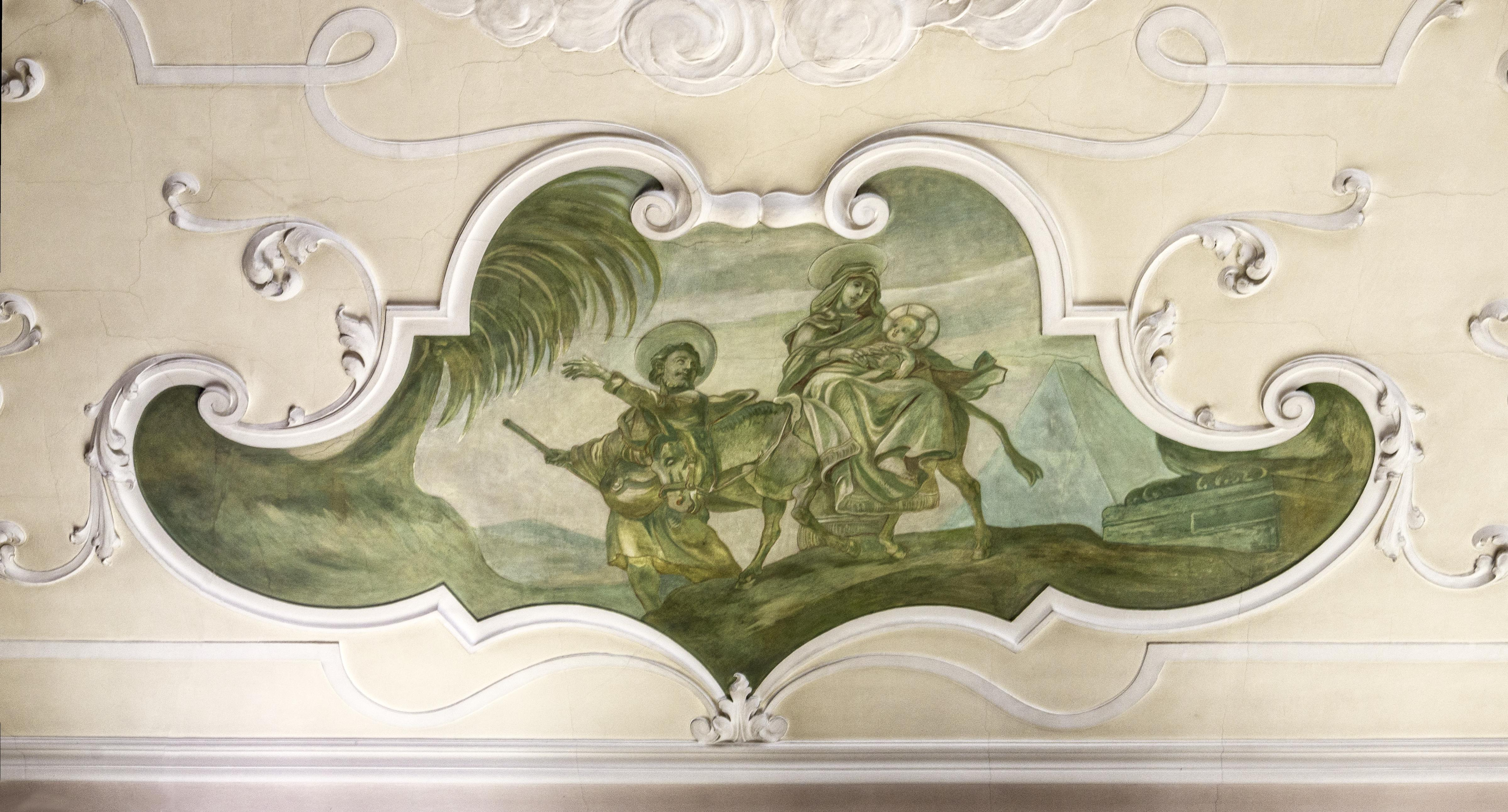
Flucht nach Ägypten

Die Deckenbilder malte nach 1907 Waldemar Kolmsperger der Ältere (1858–1943) aus Berchtesgaden. Die großen Bilder im Schiff zeigen von West nach Ost die „Verkündigung an Maria“, die „Anbetung durch die Hirten“ und die „Darstellung des Herrn“. Die Grisaillen in den Ecken zeigen im Westen Abraham und David, im Osten Sara und Elisabet Lk 1,5 . Daran anschließend zeigen monochrom-rötliche Bilder im Westen Judit und Abigail (1 Sam 25 ), im Osten Rut und Ester. Seitlich des Weihnachtsbildes zeigen monochrom-grünliche Bilder im Norden „Mariä Heimsuchung“, im Süden die „Flucht nach Ägypten“.
Auch die Kreuzwegbilder malte Kolmsperger. Die letzte Station ist signiert.
Über die Altäre Matthias Fallers und des Altarschreiners Johann Martin Hermann aus Villingen (um 1700–1782) urteilte 1904 Franz Xaver Kraus, der auch drei Altäre abbildet, der Hochaltar, von zierlichem, graziösem Aufbau, wirke in seinen oberen Teilen etwas unruhig, sei aber gerade dadurch „ein glänzendes Beispiel rauschender Dekorationsweise“. Die Seitenaltäre, ruhiger gehalten, und die Altäre der Seitenkapellen seien ebenfalls hervorragende Rokokowerke. Nach dem Brand wurden alle Altäre von Kubanek und Weißburger rekonstruiert.

### Altäre in Schiff und Chor

Chor und Hochaltarfiguren
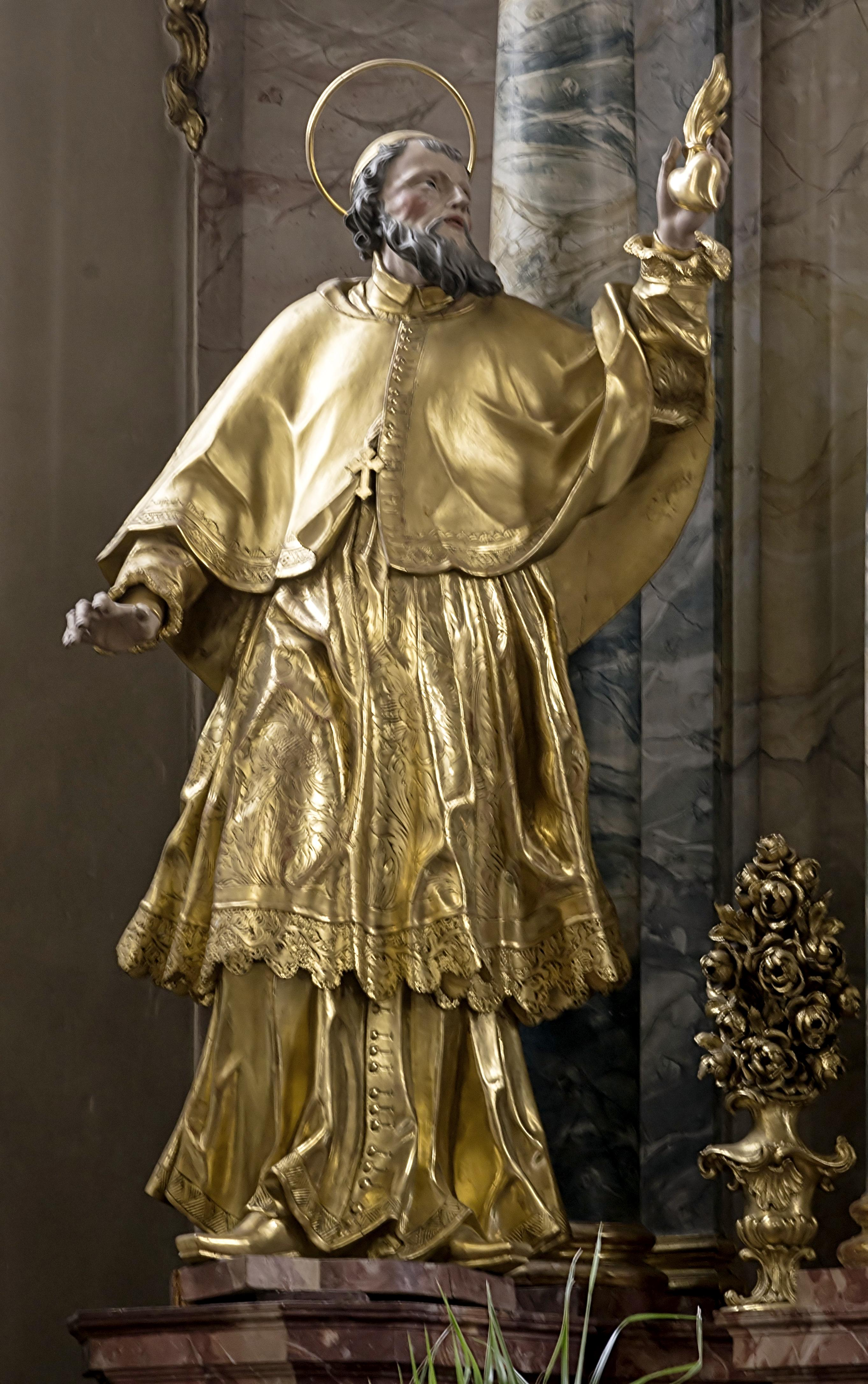
Augustinus
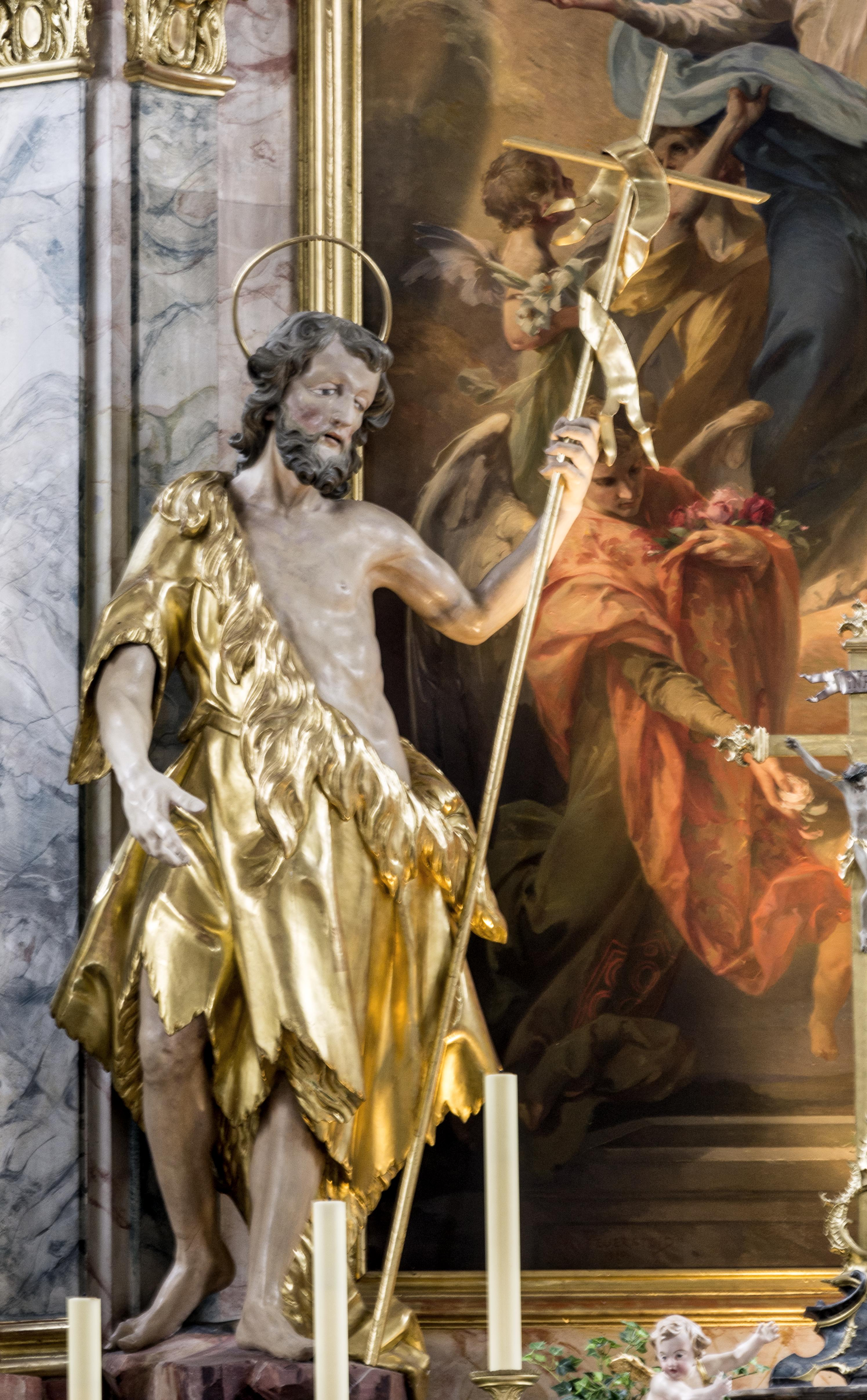
Johannes der Täufer
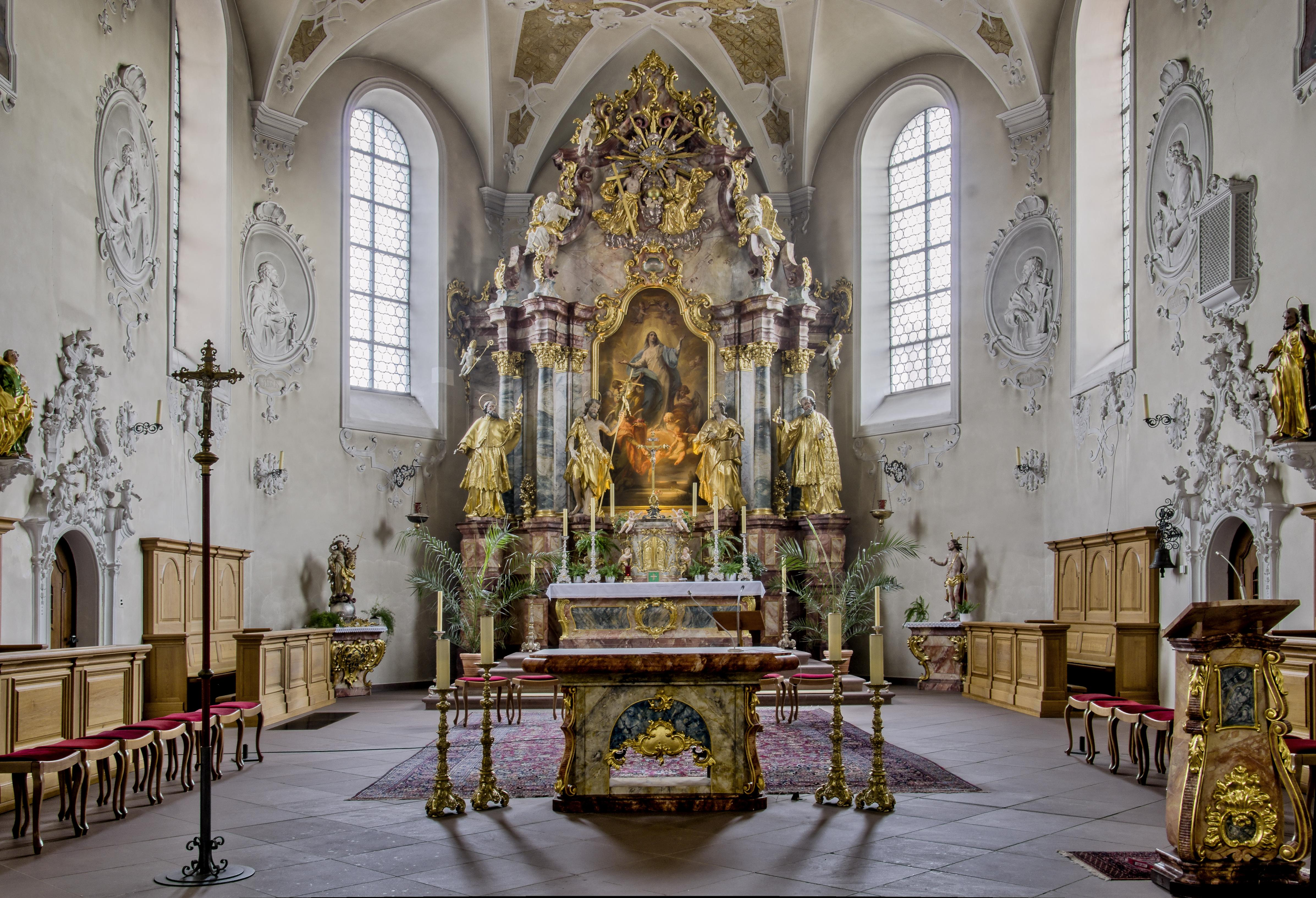
Chor
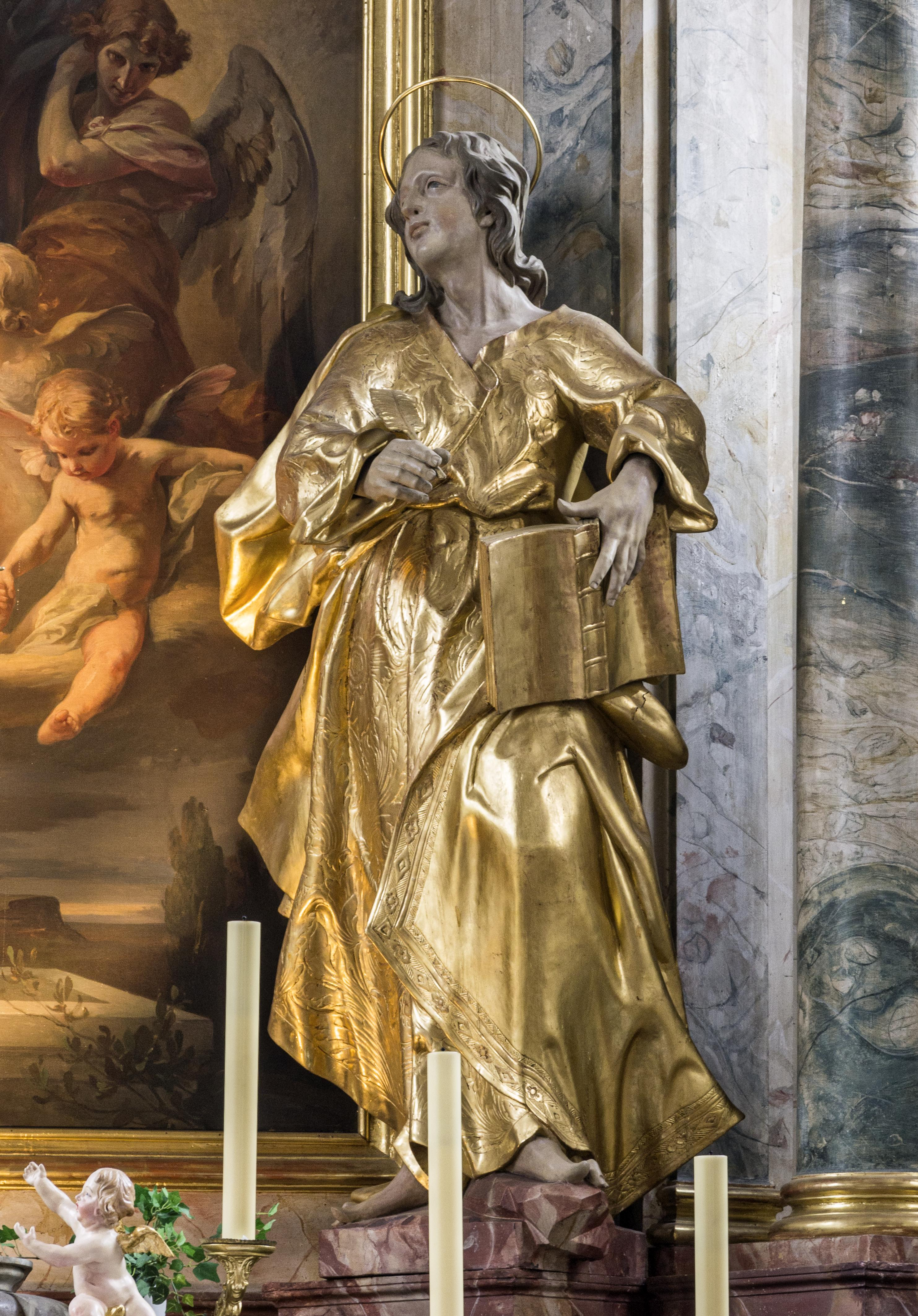
Johannes der Evangelist
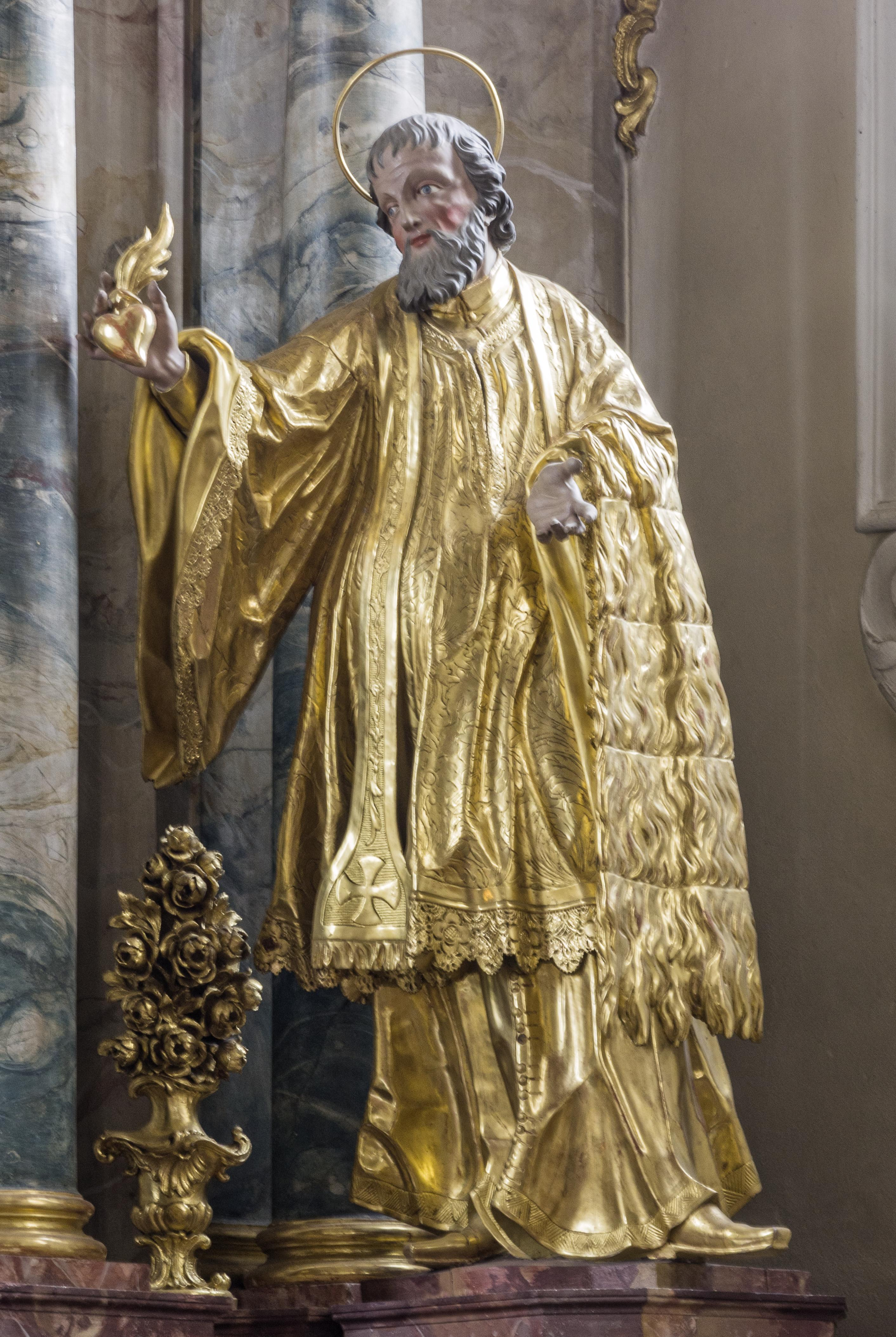
Petrus Forerius

Als neues Hochaltarbild malte Martin von Feuerstein die „Himmelfahrt Mariä“. Von Fallers geretteten lebensgroßen Figuren stellt die linke den heiligen Bischof Augustinus von Hippo dar mit einem brennenden Herzen als seinem individuellen Heiligenattribut in der Hand, über den ein Putto Mitra und Bischofsstab hält. Die zweite von links ist der heilige Johannes der Täufer, der mit der rechten Hand auf Jesus im Tabernakel weist. Ihm entspricht auf der anderen Seite des Tabernakels Johannes der Evangelist. „Der noch junge Apostel und Evangelist ist im Begriff, die göttliche Botschaft mit der Gänsefeder in der Rechten in das auf dem linken Knie aufgesetzte Buch einzutragen. Sein schräg emporgewandtes Gesicht ist ganz der himmlischen Offenbarung geöffnet, seine Augen sind in einer göttlichen Vision versunkern. Das bis auf den Boden reichende Gewand ist über und über mit Blumenblättern und Blütenmustern bedeckt. <…> Die Figur <…> gefällt durch ihre beseelte Lebendigkeit.“ Außen rechts steht der 1730 seliggesprochene Augustiner-Chorherr Petrus Forerius, ebenfalls ein brennendes Herz in der Hand, über den ein Putto ein Birett hält. Der Tabernakel wurde aus dem Kreuzaltar-Tabernakel Mathias Fallers umgearbeitet. Die Kreuzigungsgruppe dieses Altars mit Maria und Johannes hängt heute an der nördlichen Chorwand.

Predella des linken Seitenaltars
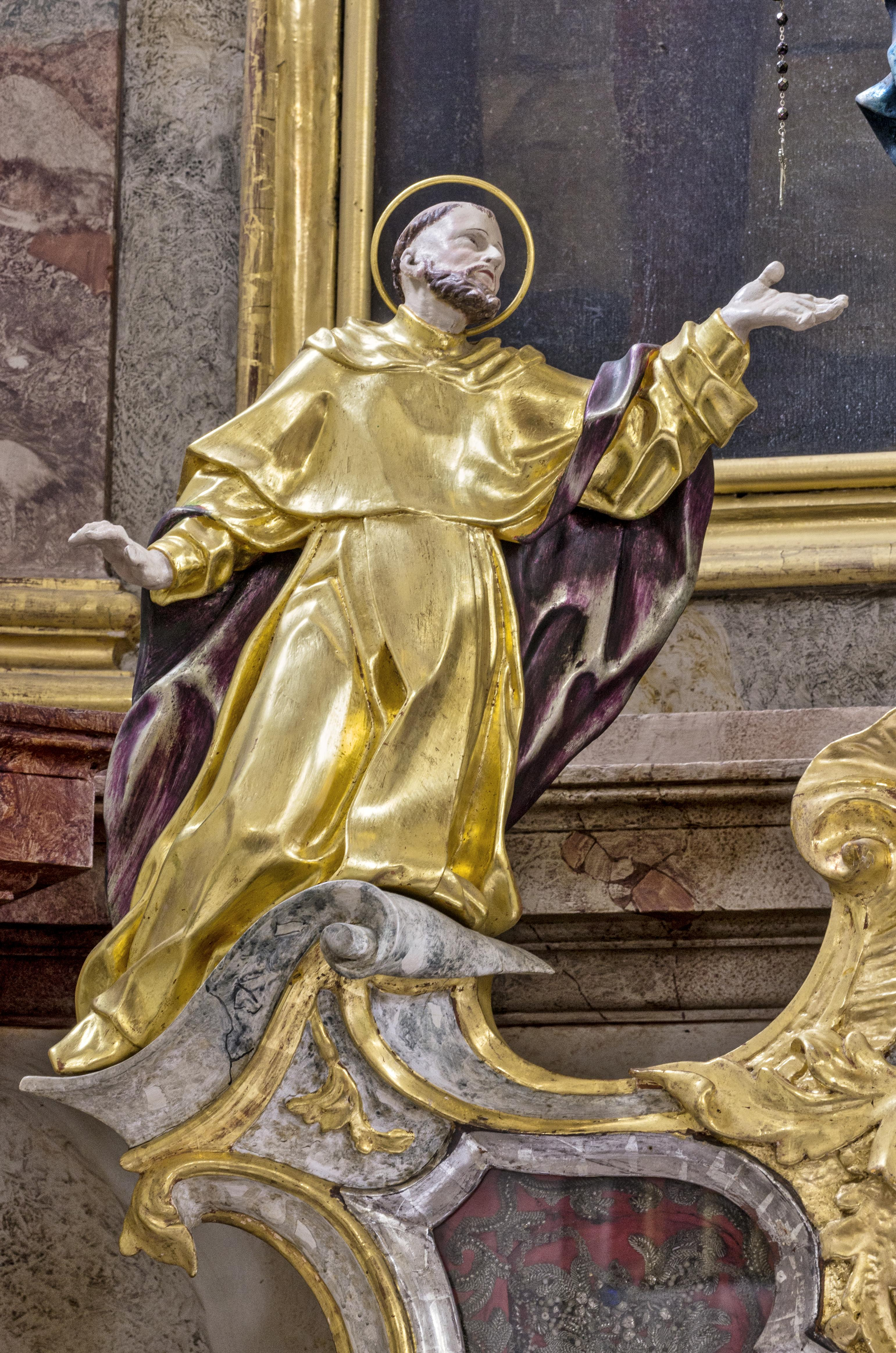
Dominikus
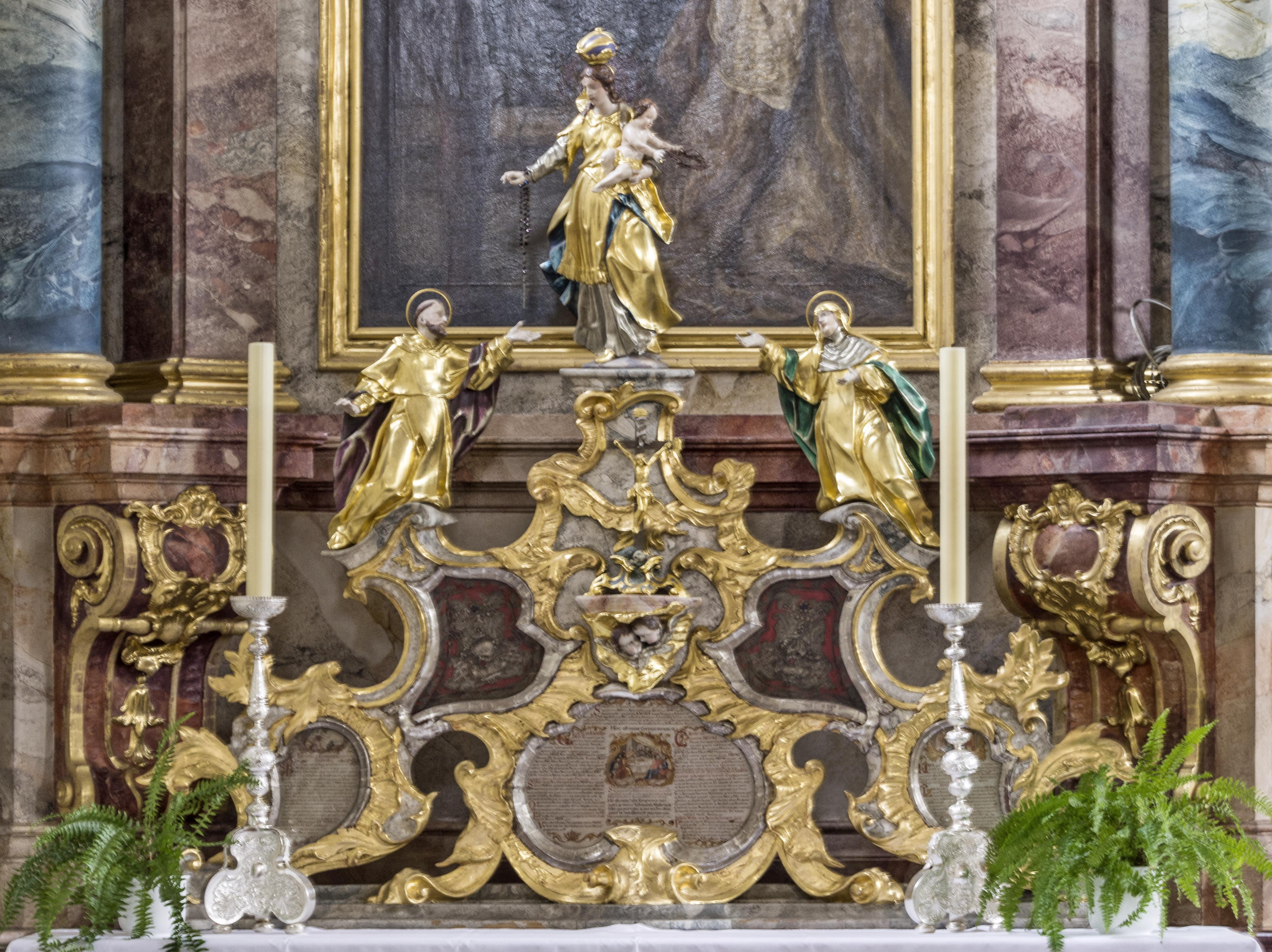
Gesamtansicht
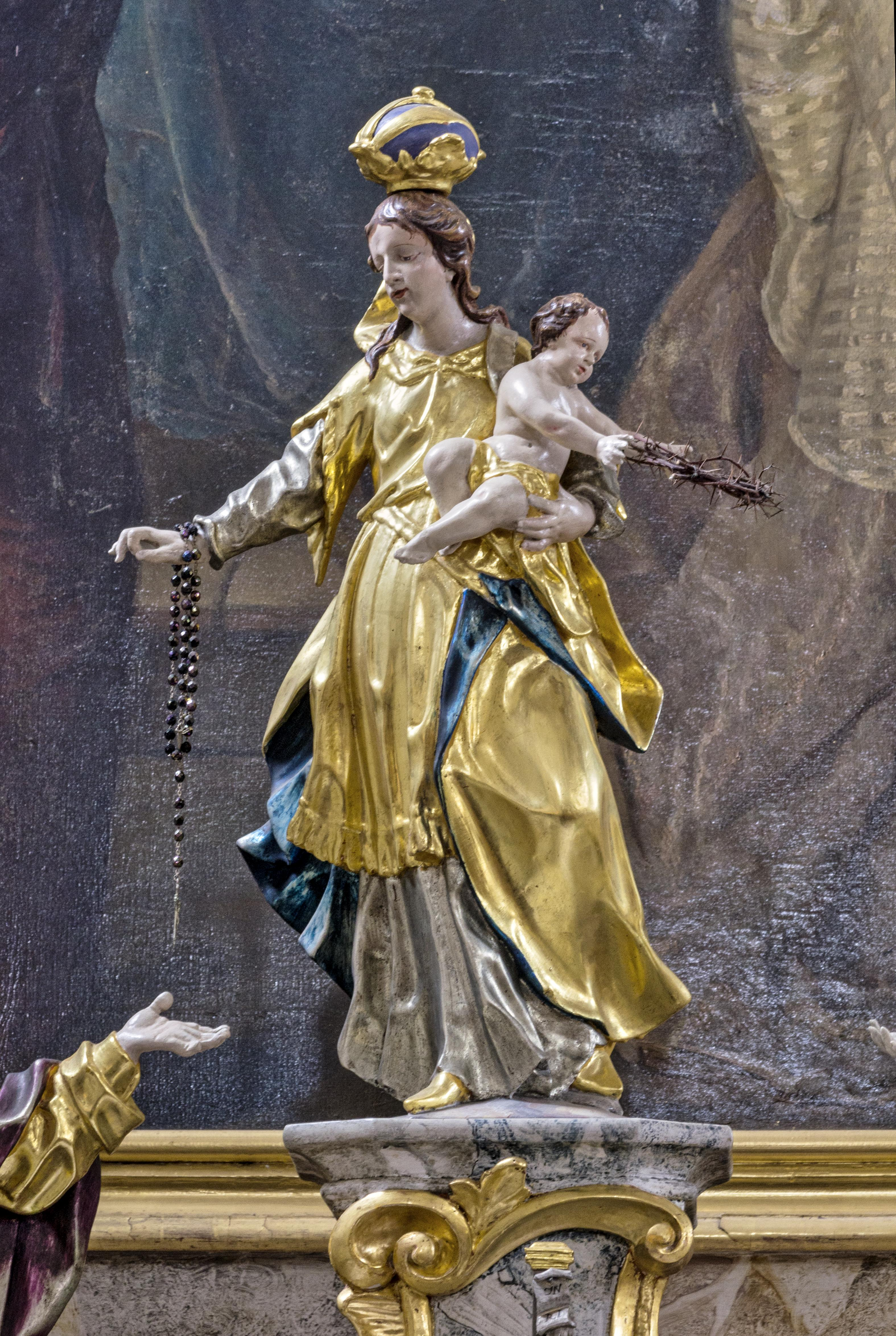
Rosenkranzmadonna
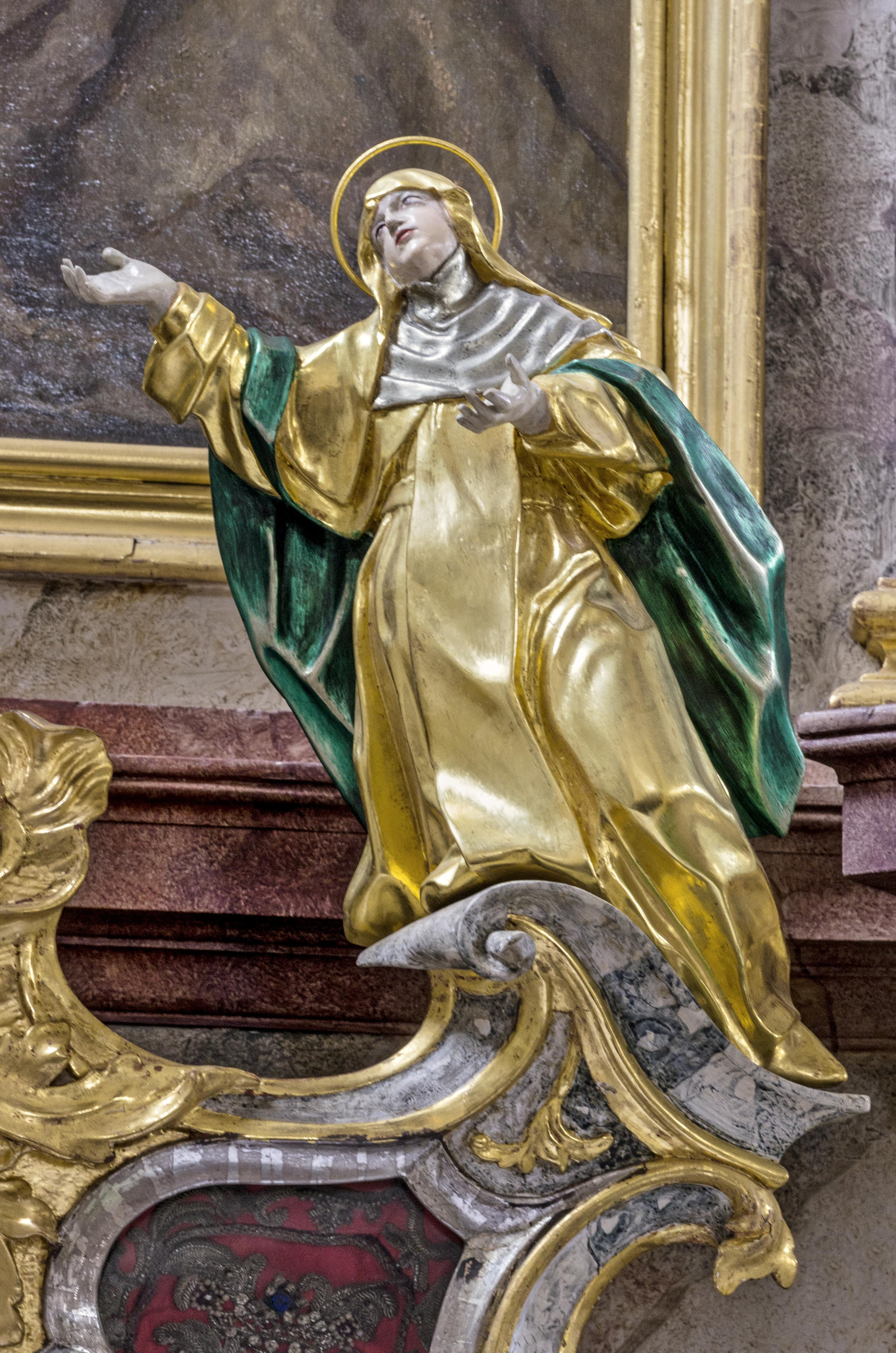
Katharina von Siena

Der linke Seitenaltar, Rosenkranzaltar, zeigt im Hauptbild eine „Anbetung der Könige“ von Gabriel von Hackl, im Oberbild ein „Herz Mariä“ von Feuerstein. Fallers Großfiguren (zurzeit, Februar 2014, ausgelagert) stellen links den heiligen Blasius mit Bischofsstab und einer Kerze in der linken Hand, rechts den heiligen Sebastian als römischen Soldaten mit einer Keule in der linken und Pfeilen in der rechten Hand dar. „Ein besonderes Kabinettstück Fallers ist die Predella-Gruppe mit der Rosenkranzkönigin und dem Kind sowie mit Dominikus und Katharina von Siena, die den Rosenkranz in Empfang nehmen.“

Predella des rechten Seitenaltars
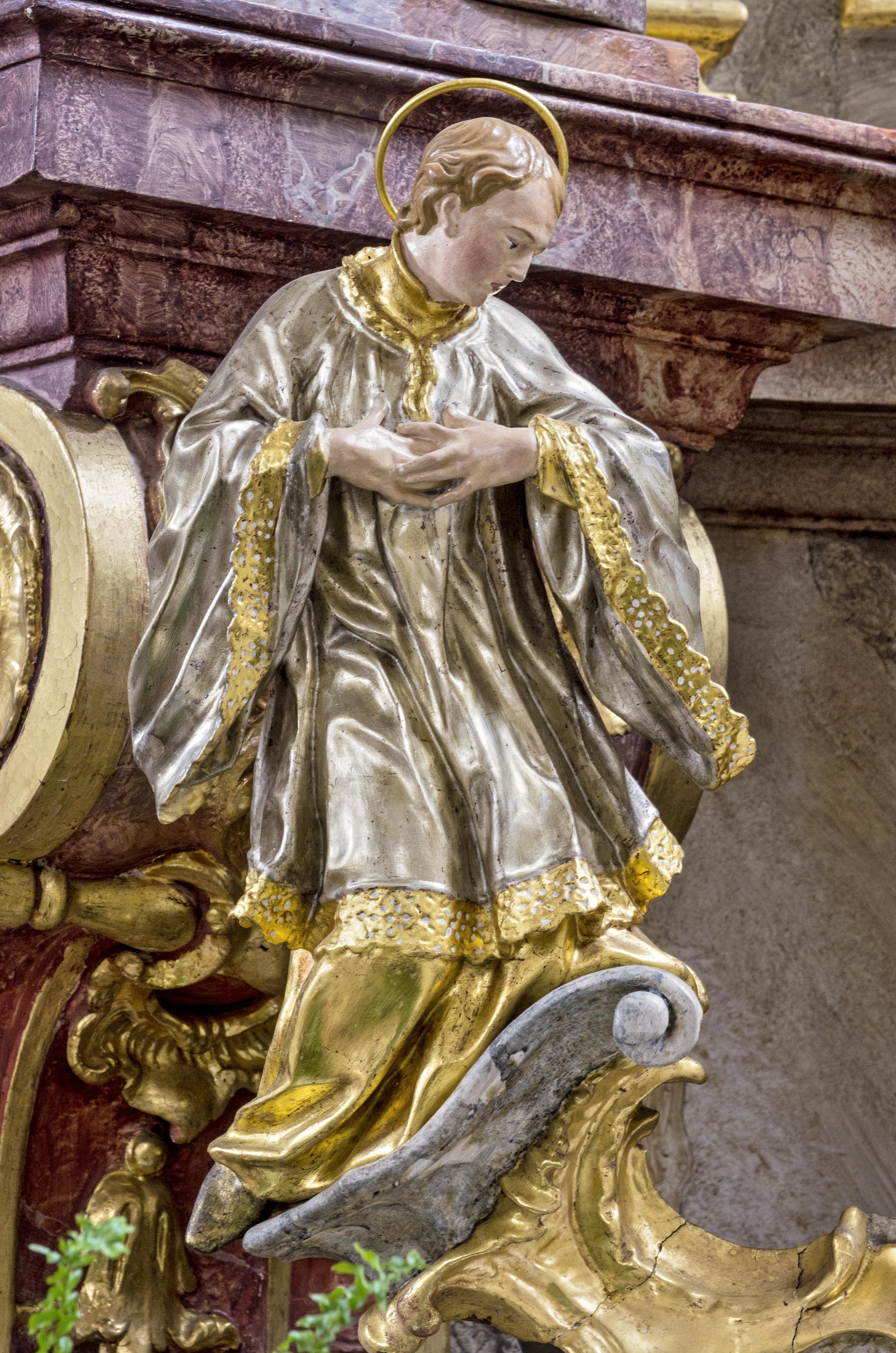
Aloisius
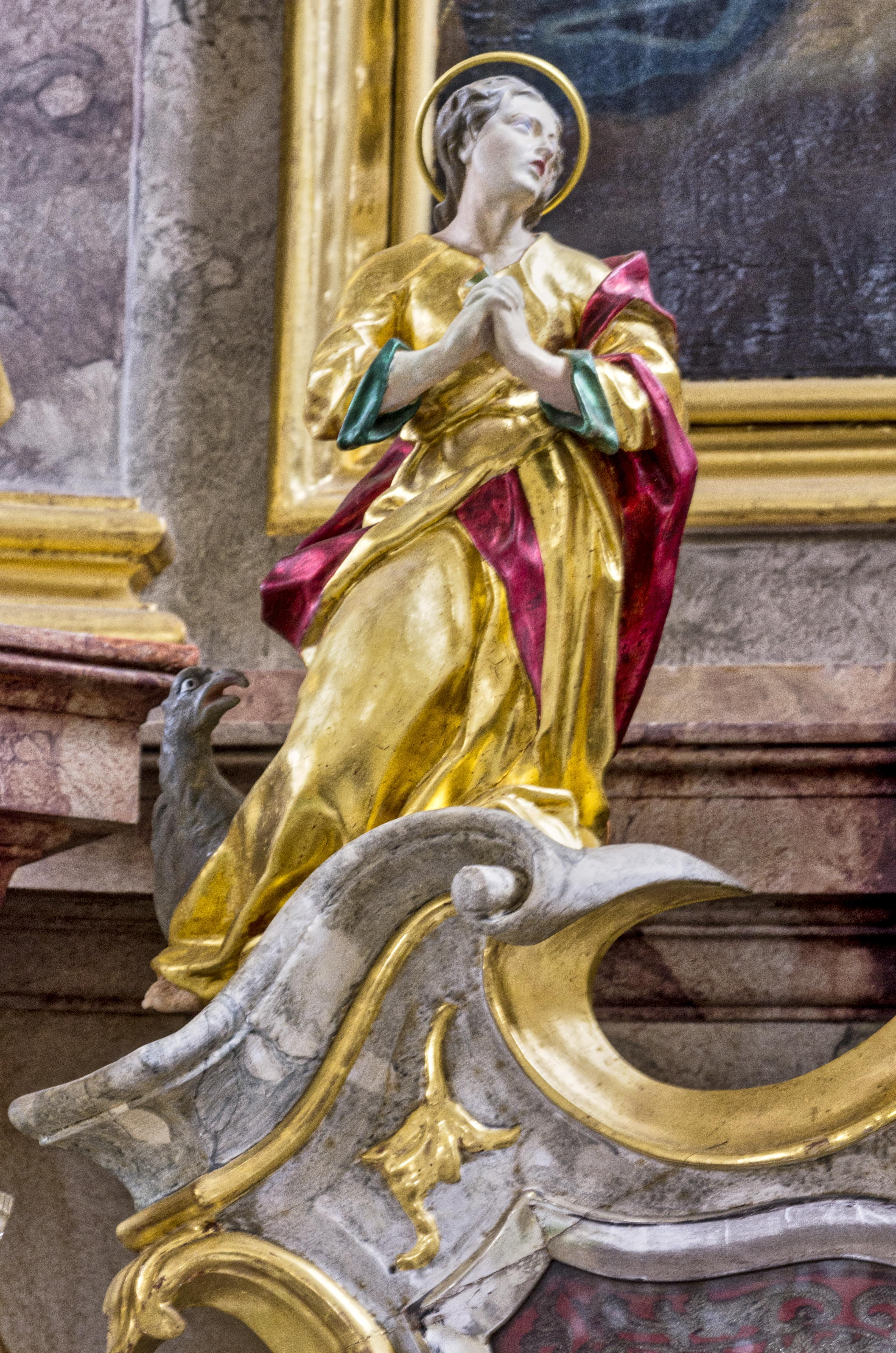
Johannes der Evangelist
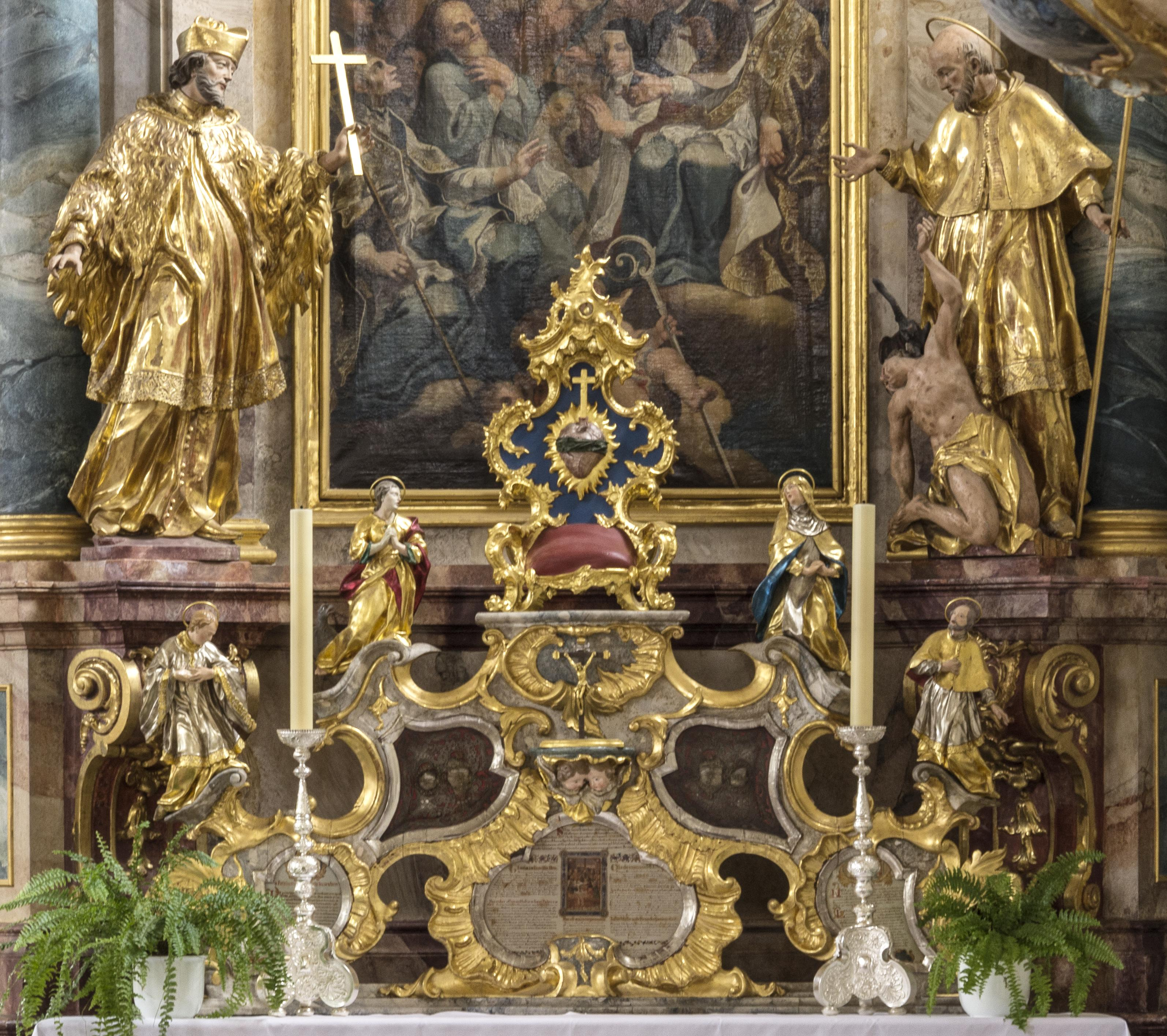
Johannes Nepomuk, Ubald von Gubbio und Herz Jesu
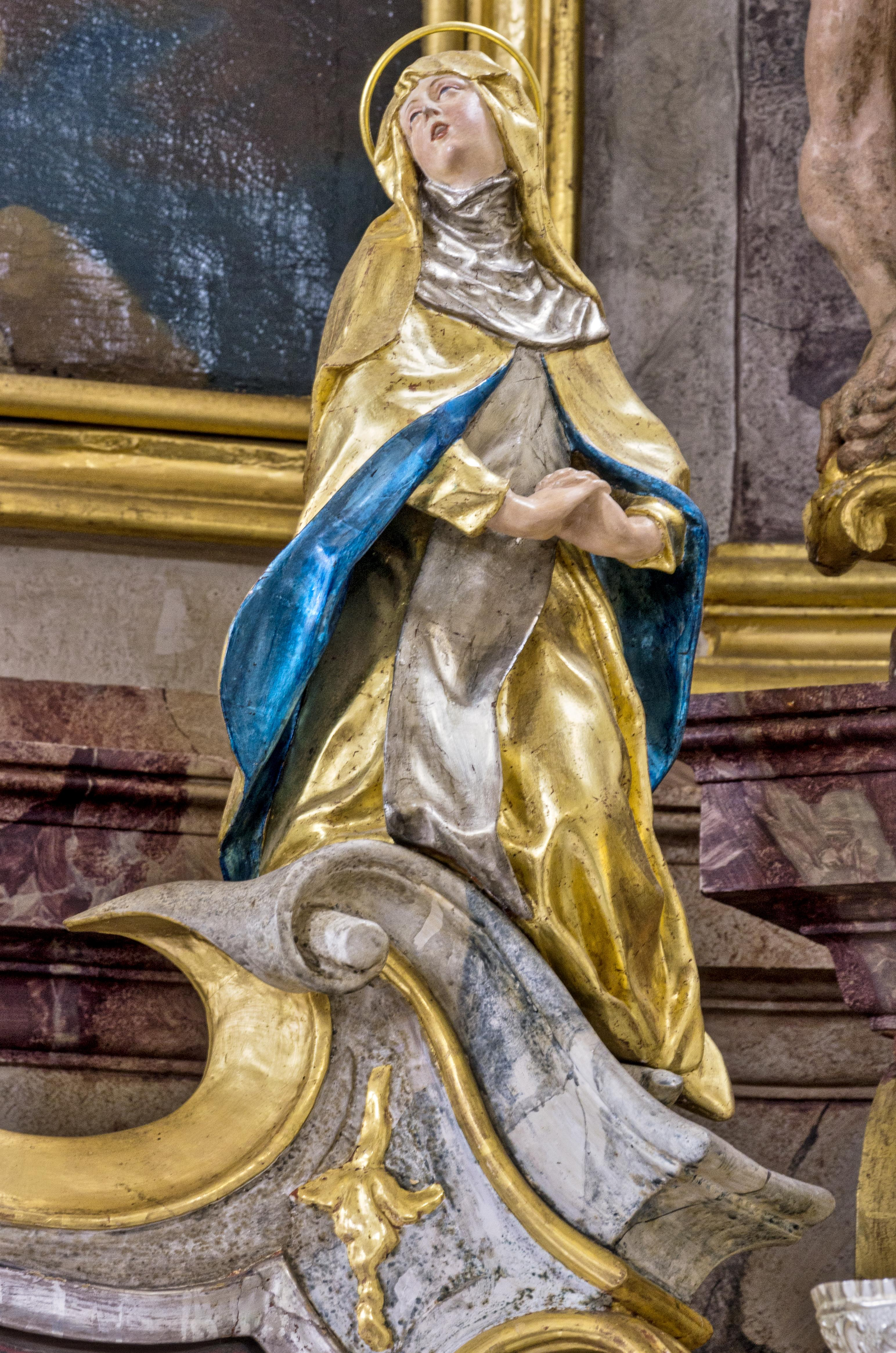
Therese von Avila
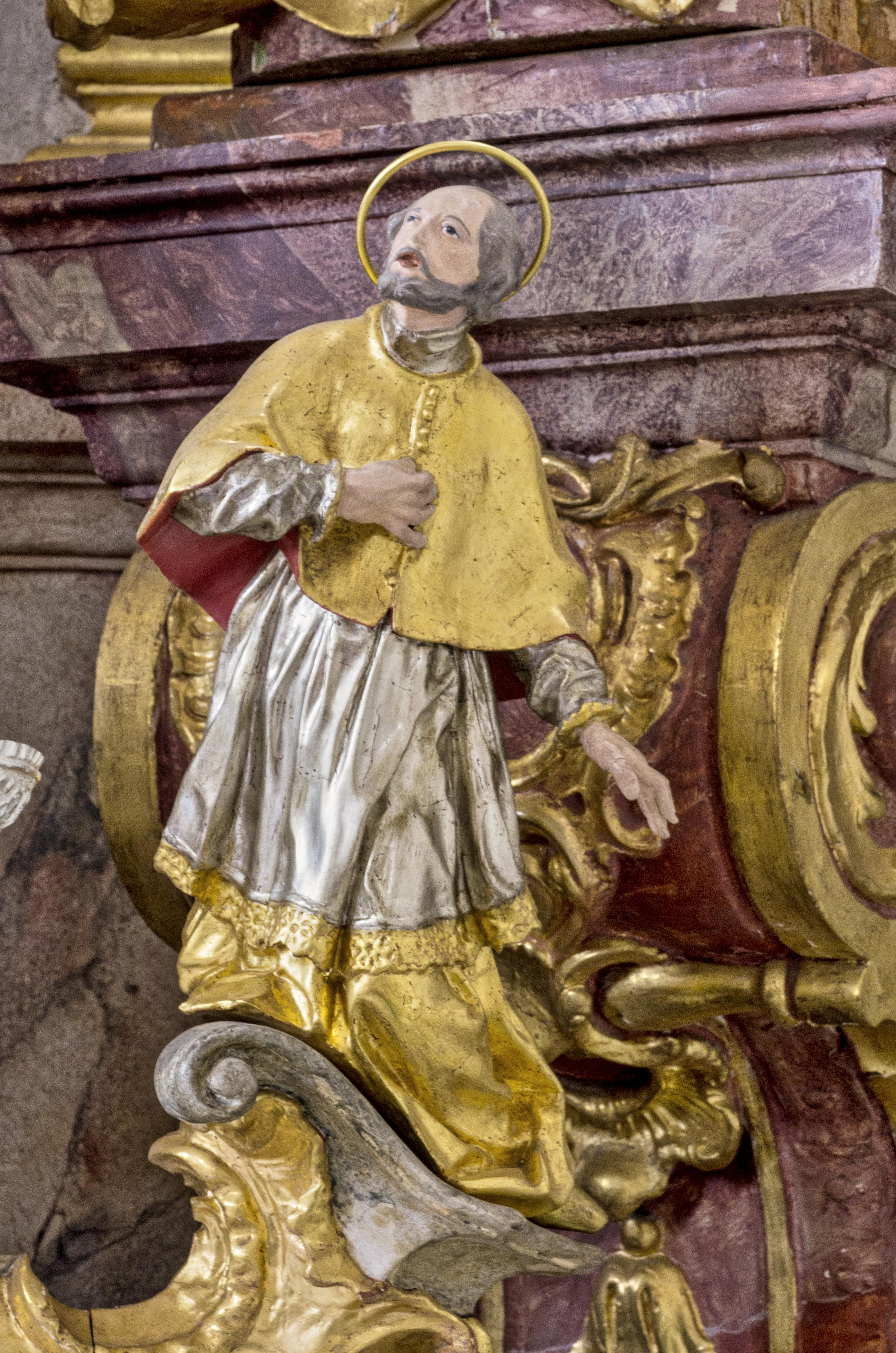
Franz von Sales

Der rechte Seitenaltar war ursprünglich dem heiligen Augustinus, wurde aber 1760 durch Peter Glunk dem heiligsten Herzen Jesu geweiht. Dabei wurde das alte Altarbild Joseph Fiertmayers (1702–1738) ausgetauscht und anderweitig verwahrt. Es entging so dem Feuer von 1907. Heute wieder eingesetzt, zeigt es den heiligen Augustinus in der Himmelsglorie. Mit dem Abt unten rechts ist Andreas Dilger gemeint. Feuersteins Oberbild zeigt das „Herz Jesu“. Fallers Großfiguren sind links der heilige Johannes Nepomuk mit Rochett, Mozetta, Birett und in der linken Hand einem Kreuz, rechts der heilige Augustiner-Chorherr und Bischof Ubald von Gubbio, wie er einen Besessenen heilt, aus dem ein schwarzer Dämon flieht. In der Predella wenden sich links die heiligen Aloisius in einem Rochett und Johannes der Evangelist, rechts die heiligen Teresa von Ávila und Franz von Sales in Rochett und Mozetta zur Mitte, wo das dornenumwundene, golden umflammte und von einem Kreuz gekrönte „Herz Jesu“ thront. Manfred Hermann schreibt, diese Kleinplastiken offenbarten eine tiefe, der Rokokokunst eigene Inbrunst. Die Heiligen schienen sich zu verlieren, von der Macht des Göttlichen überwältigt. Ihre Anbetung des göttlichen Herzens münde in Ekstase. „Unter der Meisterhand Fallers wogt und schäumt es um die Kanontafeln und Reliquiare gleich Stuckaturen.“

### Marien- und Josephskapelle

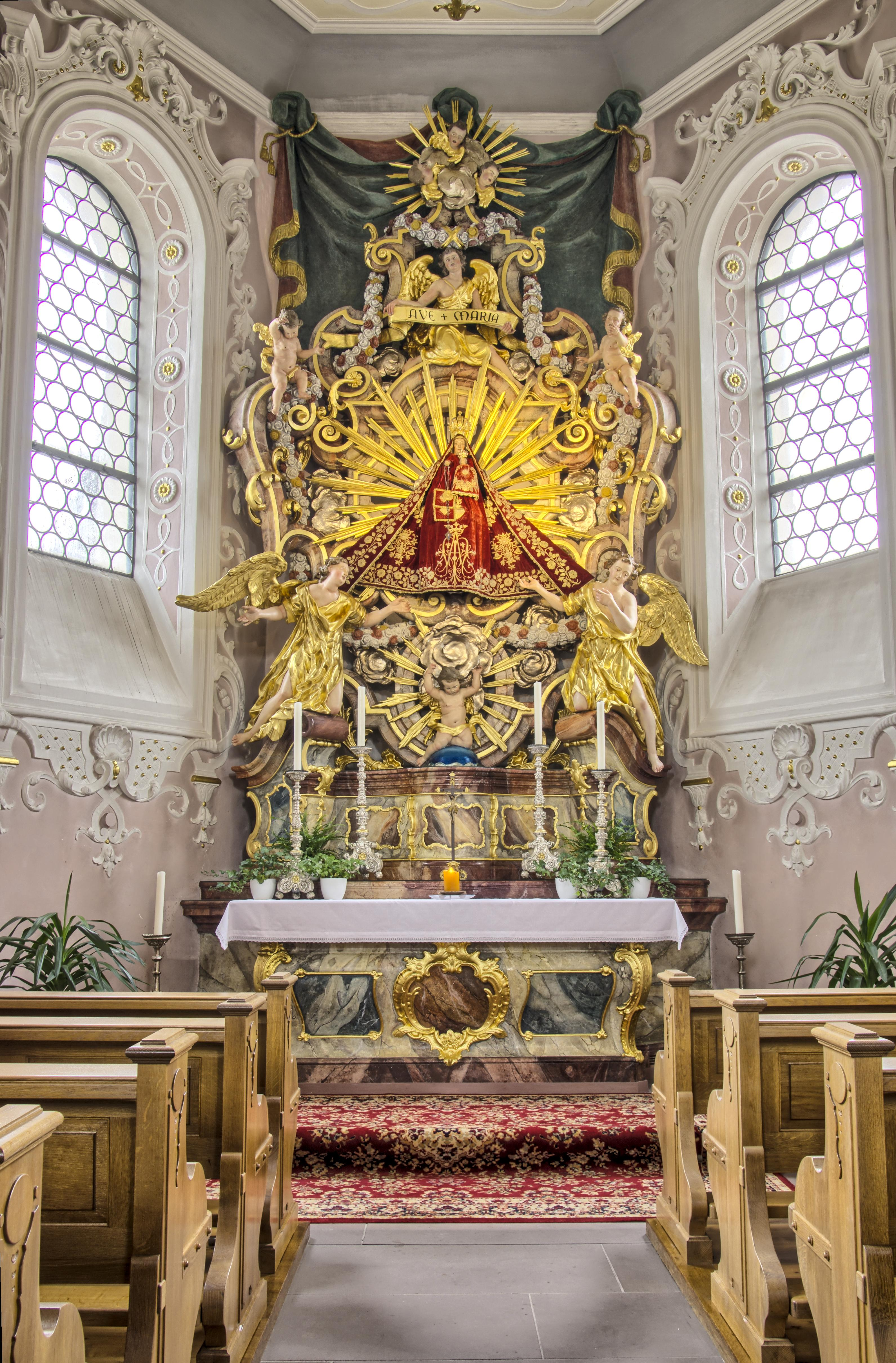
Gnadenaltar
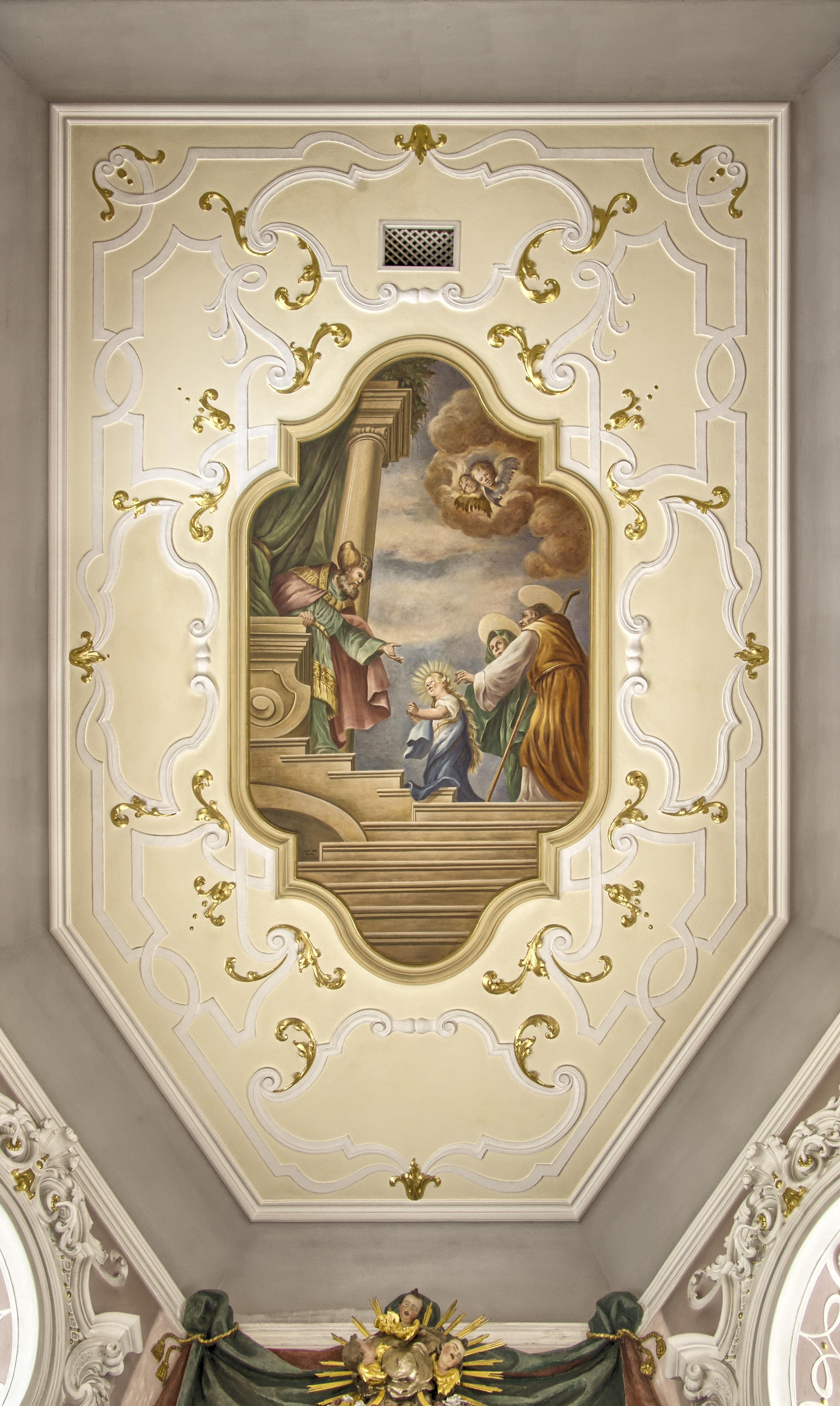
Mariä Tempelgang
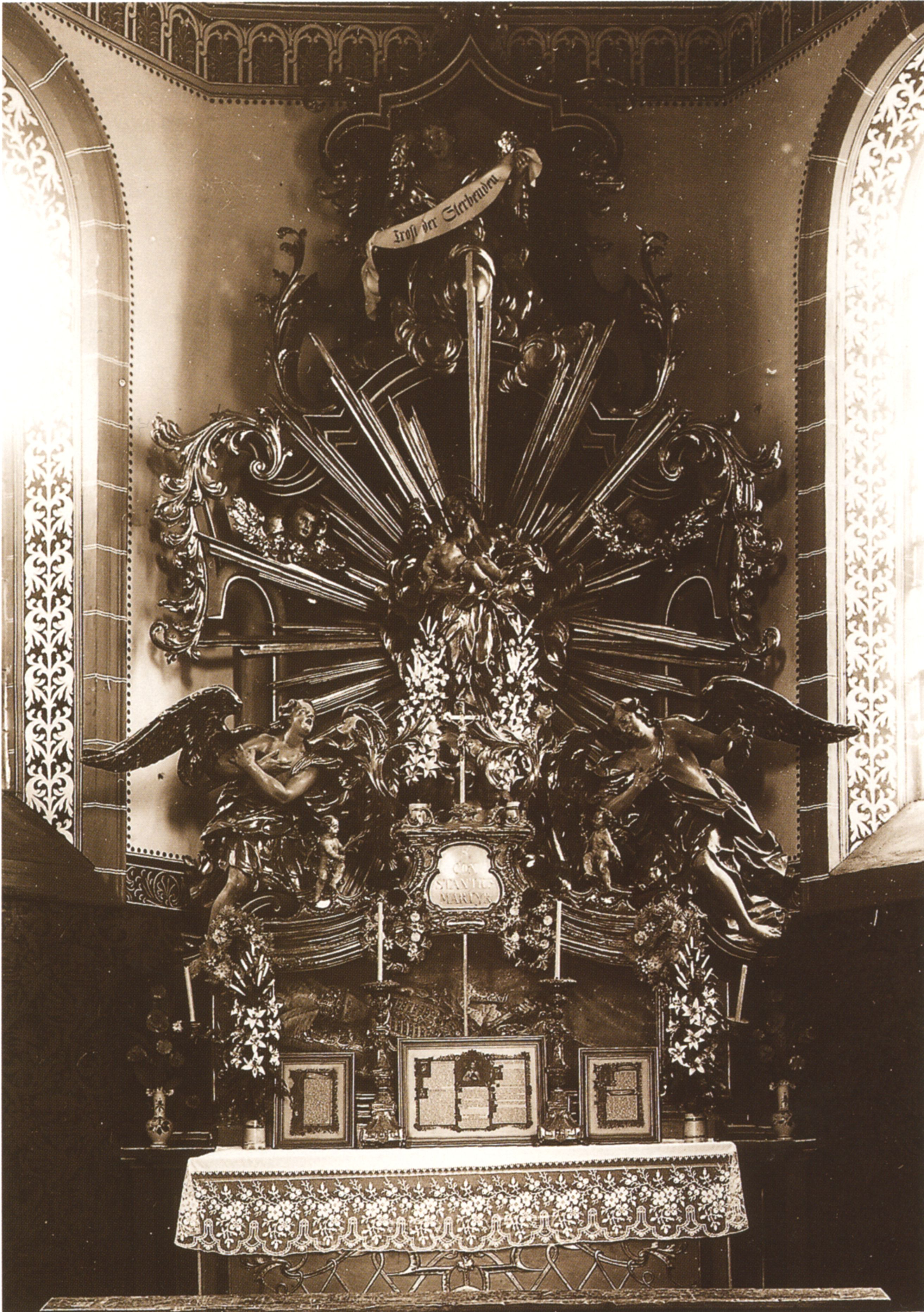
Josephsaltar 1904
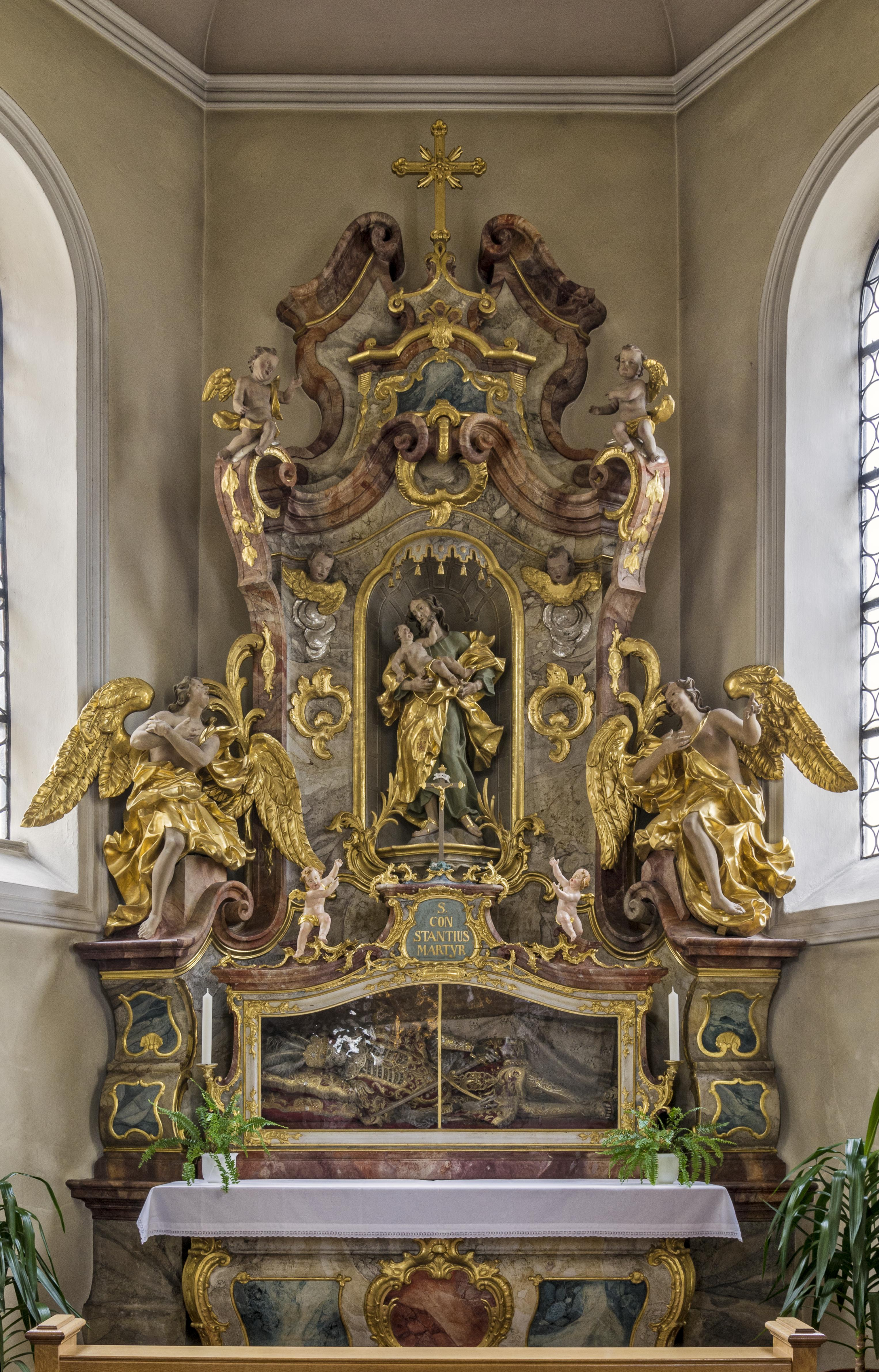
Josephsaltar heute
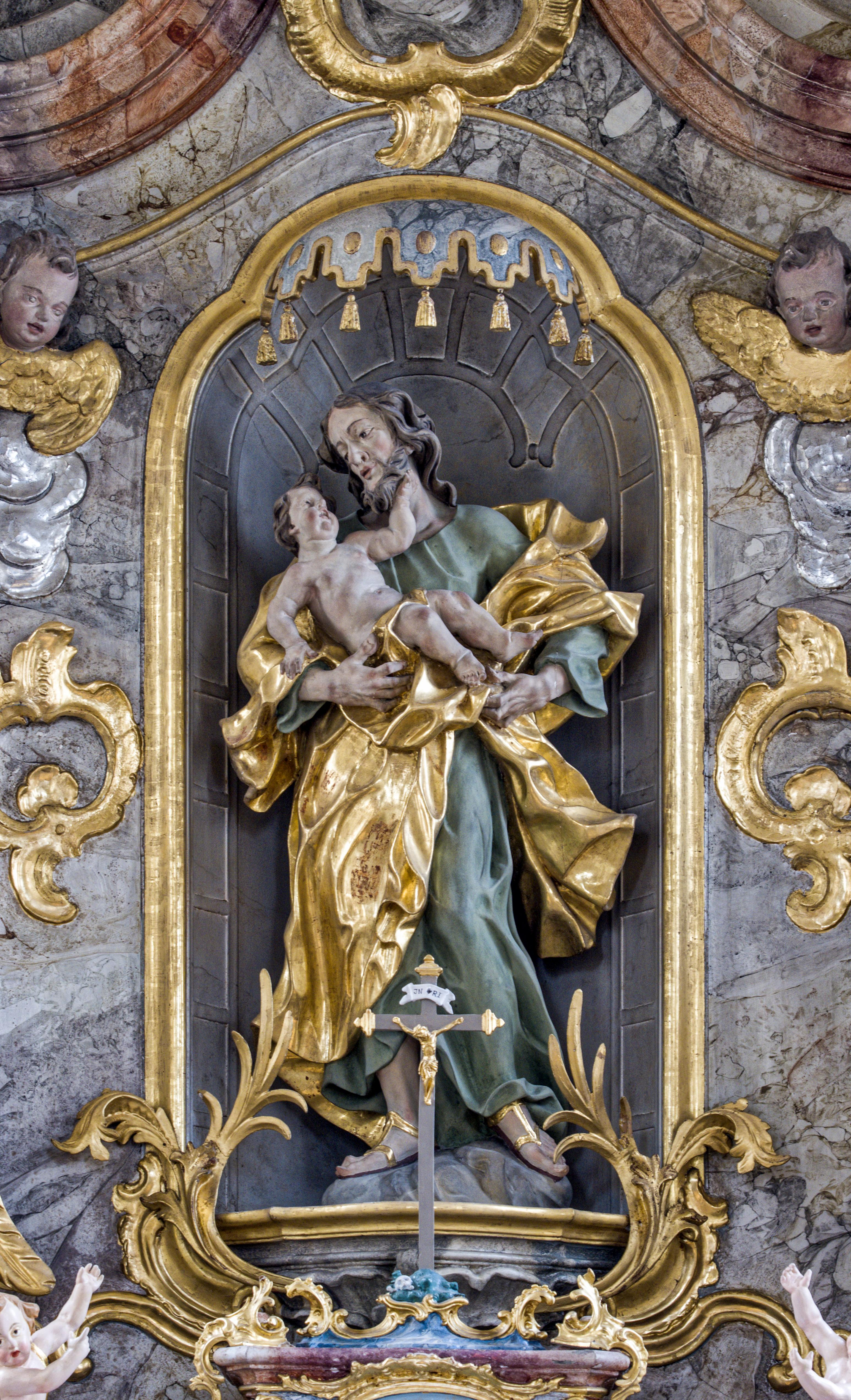
Joseph

Auf dem restaurierten Altar der Marienkapelle im Norden tragen zwei geflügelte Engel des Bruders Floridus das 53 cm hohe, von einem Strahlenkranz umgebene Gnadenbild, das wohl um 1100 in Lothringen geschnitzt wurde. Die sitzende Madonna bietet das Kind auf ihrem linken Knie dem Beter dar. Im Lauf des Kirchenjahrs wird sie in sechs verschiedene Gewänder gekleidet. Kolmspergers Deckenbild zeigt den apokryphen Tempelgang Marias: Ihre Eltern geleiten die dreijährige Maria die Treppe hinauf zum Hohen Priester. Vier ovale Wandbilder Martin von Feuersteins zeigen heilige Marienverehrer, zum Beispiel Bernhard von Clairvaux.
Ursprünglich war auch der heilige Joseph des Bruders Floridus auf dem Altar seiner Kapelle im Süden von Strahlen hinterfangen. Seit der Restaurierung steht er in einer Nische. Auf dem Altar steht Fallers Constantius-Schrein. Das Deckenbild zeigt Kolmspergers „Tod des heiligen Joseph“.

### Orgel

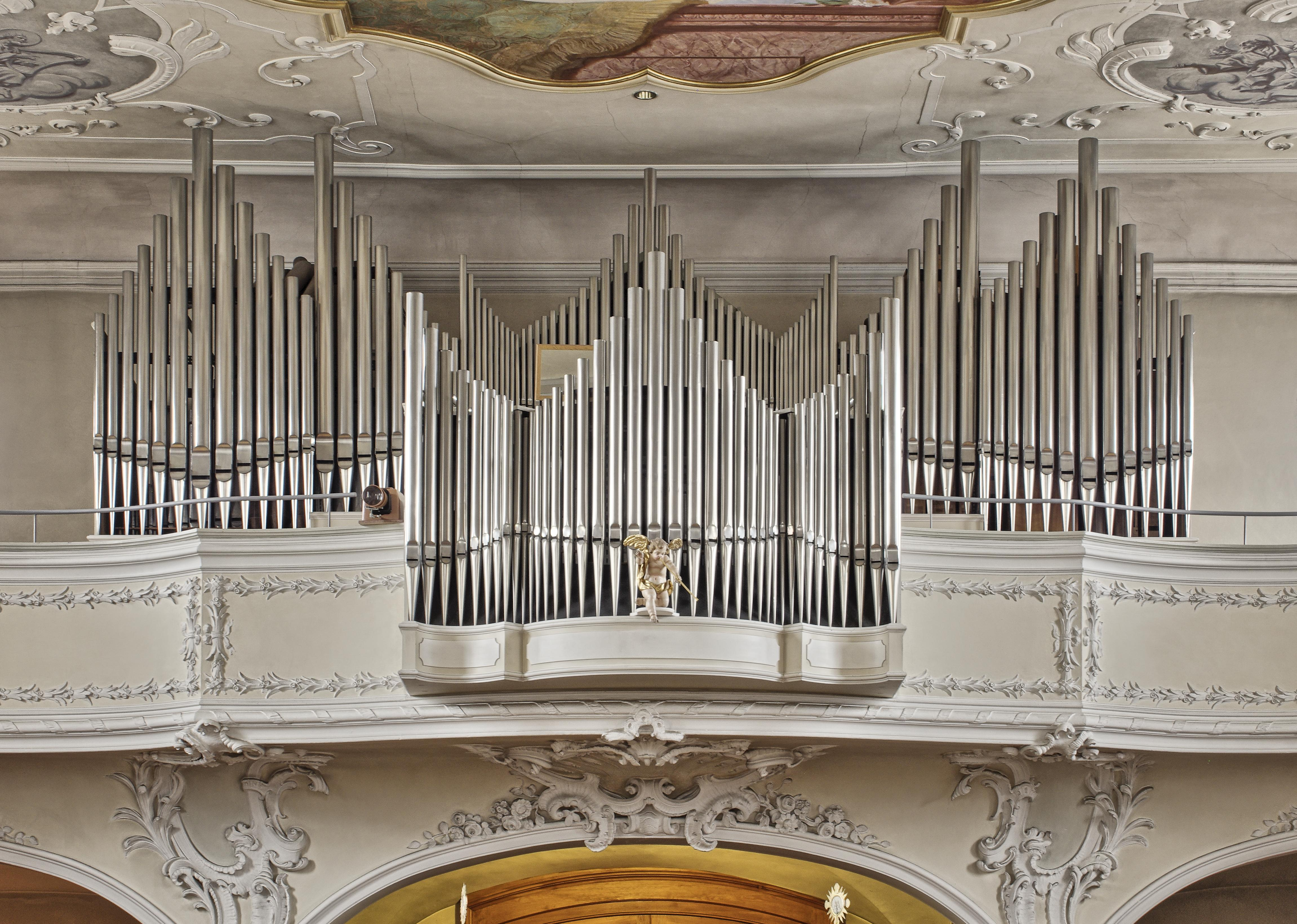
Orgelprospekt mit Rückpositiv

Eine 1777 erworbene Silbermann-Orgel verbrannte 1907. Die heutige Orgel ist ein Werk der Orgelbaufirma E. F. Walcker & Cie. (Ludwigsburg), aus dem Jahr 1967. Sie verfügt über drei Manuale und Pedal mit insgesamt 32 Registern.
| Hauptwerk C– |       |
| Pommer       | 16′   |
| Prinzipal    | 08′   |
| Rohrflöte    | 08′   |
| Oktave       | 04′   |
| Blockflöte   | 04′   |
| Quinte       | 2 ⁄3′ |
| Feldflöte    | 02′   |
| Mixtur V-VI  |       |
| Fagott       | 16′   |
| Trompete     | 08′   |

| Schwellwerk C– |    |
| Koppelflöte    | 8′ |
| Weidenpfeife   | 8′ |
| Prinzipal      | 4′ |
| Schwiegel      | 2′ |
| Sesquialter II |    |
| Scharff V      |    |
| Rohrschalmey   | 8′ |
| Tremolo        |    |

| Rückpositiv C– |       |
| Gedeckt        | 08′   |
| Nachthorn      | 04′   |
| Prinzipal      | 02′   |
| Quinte         | 1 ⁄3′ |
| Spitzflöte     | 01′   |
| Zimbel III     |       |
| Krummhorn      | 08′   |
| Tremolo        |       |

| Pedalwerk C– |        |
| Subbass      | 16′    |
| Oktave       | 08′    |
| Gemshorn     | 08′    |
| Choralbass   | 4′+ 2′ |
| Mixtur IV    |        |
| Posaune      | 16′    |
| Trompete     | 08′    |
| Clairon      | 04′    |

### Glocken
1749 erhielt St. Märgen sechs Glocken, von denen 1904 noch vier vorhanden waren. Sechs Glocken der Glockengießerei Grüninger von 1908 wurden 1941 konfisziert. Stahlglocken von 1947 gefielen ihres harten Klangs wegen auf die Dauer nicht; die größte steht heute im ehemaligen Konventshof. Das heutige siebenstimmige Glockengeläut aus Bronze wurde 1988 unter künstlerischer Betreuung durch den Freiburger Münsterwerkmeister Sepp Jakob (1925–1993) in der Karlsruher Glocken- und Kunstgießerei gegossen. Der Viertelstundenschlag erfolgt über die Glocken 6–4–5, der Stundenschlag auf Glocke 3 und der Stundennachschlag auf Glocke 1. Nach dem Glockensachverständigen Kurt Kramer besitzt St. Märgen eines der klangvollsten Großgeläute der deutschen Glockenlandschaft.
- Stillgelegte Glocken

"Stillgelegte
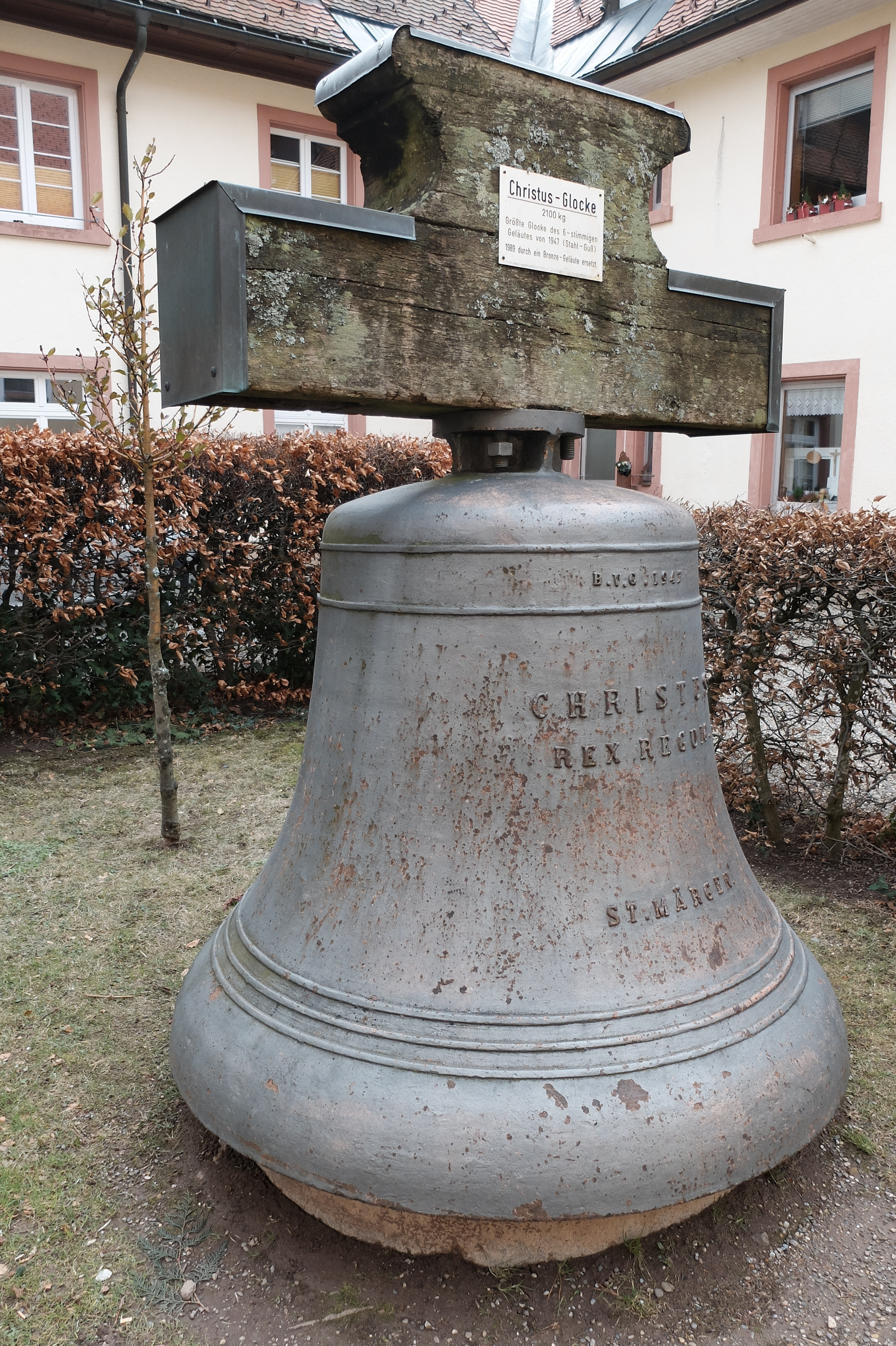
Christus-Glocke, 2100 kg (Stahl)
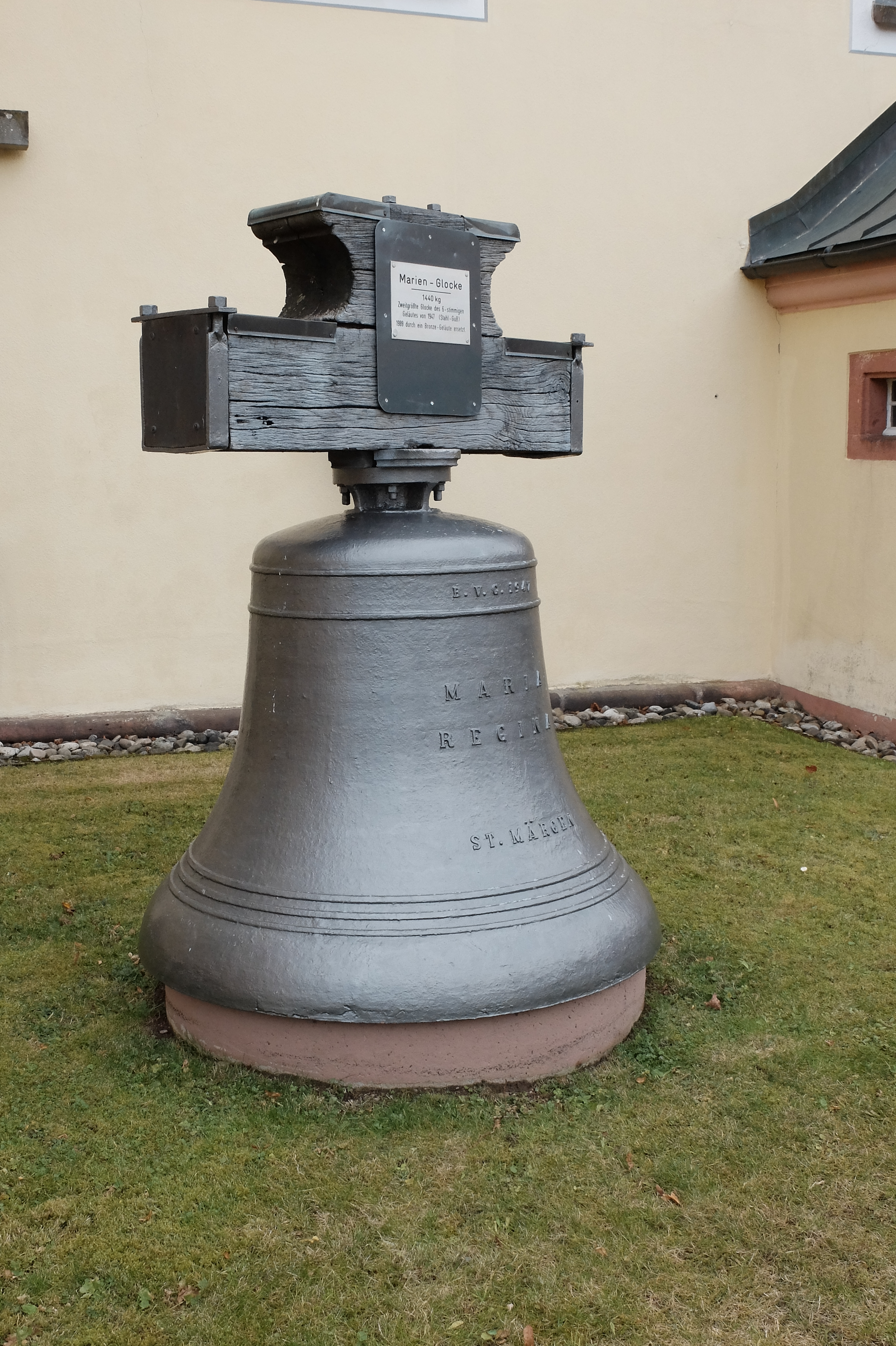
Marien-Glocke, 1440 kg (Stahl)

| Glocke | Name                          | Durchmesser | Masse   | Schlagton (HT-1/16) | Turm |
| ------ | ----------------------------- | ----------- | ------- | ------------------- | ---- |
| 1      | Hl. Dreifaltigkeit            | 1783 mm     | 3004 kg | b0 −1               | Nord |
| 2      | Hl. Maria                     | 1586 mm     | 2106 kg | c1 −1               | Süd  |
| 3      | Hl. Josef                     | 1421 mm     | 1560 kg | d1 −1               | Süd  |
| 4      | Hl. Judas Thaddäus            | 1172 mm     | 1080 kg | f1 ±0               | Süd  |
| 5      | Hl. Augustinus                | 1033 mm     | 0740 kg | g1 +2               | Süd  |
| 6      | Hl. Wolfgang und Hl. Nikolaus | 0973 mm     | 0672 kg | a1 +2               | Süd  |
| 7      | Hl. Michael                   | 0813 mm     | 0365 kg | c2 +4               | Süd  |

## Bedeutung
St. Märgen hat sich nach Manfred Hermann mit dem benachbarten St. Peter nie messen können. Zudem habe es durch Brände, Kriege und schlechte Vögte wie kaum ein anderes Kloster zu leiden gehabt. Als schönstes Vermächtnis habe es „einen in seiner barocken Pracht zurückhaltenden, aber lichten, von Lebensfreude getragenen Kirchenraum“ hinterlassen. Fallers Kunstwerke hier gehörten zum Besten des Barock. Die Kirche sei überdies hervorragendes Beispiel eines qualitätsvollen Neobarocks, dessen Wert in der Gegenwart mehr und mehr deutlich werde.